# Дніпро (місто)
Дніпро́ (до 1796 і у 1802—1926 — Катеринослав, у 1796—1802 — Новоросійськ, у 1926—2016 — Дніпропетровськ[⇨]; МФА: [dʲnʲiˈprɔ] ( прослухати)) — місто на сході України, на берегах річки Дніпро, адміністративний центр Дніпропетровської області, Дніпровського району та Дніпровської міської громади. Місто є четвертим за чисельністю населення (968 502 станом на 19.01.2022) в Україні після Києва, Харкова та Одеси. Великий науковий, дослідницький та інноваційний центр, вважається «космічною столицею» України та має найдовшу набережну в Європі. З початком гібридної геноцидної війни рф проти України у Криму й частині Донецької та Луганської областей у 2014 році значно активізувалися дискусії щодо перейменування міста та області, відтак українські експерти і широка громадськість зійшлися на думці й наполягають на необхідності перейменування міста у «Січеслав», а області у «Січеславська». У 1918 році Українська Центральна Рада на чолі з проф. Михайлом Грушевським пропонувала надати місту назву «Січеслав».
Місто Катеринослав засноване на землях тільки-но ліквідованої Запорозької Січі у 1776 році у пониззі річки Самари. Вже у 1787 році перенесено на теперішнє місце на Дніпрі, поряд з козацькою слободою Половиця (нині — середмістя Дніпра). Також на території сучасного міста на той час вже існувала низка козацьких поселень (містечко Нові Кодаки та інші).
Катеринослав став адміністративним центром захоплених Російською імперією при Катерині II великих територій Українського степу, зокрема після Кючук-Кайнарджійського і Ясського договорів (Новоросійської та Катеринославської губернії). Його початково задумано як третю столицю колишньої Російської імперії, після Москви і Петербурга. З відкриттям і початком промислової розробки покладів залізної руди на Криворіжжі Катеринослав швидко перетворився на важливе промислове місто Російської імперії. У XX столітті Дніпропетровськ став одним із ключових центрів металургійної, ядерної, оборонної та космічної промисловості СРСР. Через наявність об'єктів військової промисловості місто перебувало у статусі закритого до початку 1990-х років.
Дніпро — центр Дніпровської агломерації з населенням майже 1,5 млн осіб.

## Назва
Колишні назви:
- 1645—1784 — Новий Кодак або фортеця Кодак
- 1784—1796, 1802—1926 — Катеринослав
- 1796—1802 — Новоросійськ
- 1918—1919 — неофіційно Січослав у часи УНР УЦР запропонувала перейменувати місто але нічого не вийшло [10])
- 1924 — не затверджена назва «Краснодніпровськ»
- 1926[11][12]—2016 — «Дніпропетровськ»
- 1941—1943 — неофіційно «Дніпрослав»[13]
- з 19 травня 2016 року — Дніпро, відповідно до вимог Закону «Про засудження комуністичного та націонал-соціалістичного (нацистського) тоталітарних режимів в Україні та заборону пропаганди їхньої символіки»[14], Верховна Рада України перейменувала Дніпропетровськ на Дніпро, викресливши з назви міста ім'я одного з організаторів Голодомору Григорія Петровського. За відповідне рішення на засіданні Ради проголосувало 247 депутатів[15].

У зв'язку із перейменуванням міста виникала невизначеність щодо передачі нової назви іншими мовами. Так, науковці з Українського інституту національної пам'яті вважають, що ця назва має однаково вимовлятись українською, російською та англійською: «Дніпро», «Днипро», «Dnipro». Між тим, деякі мовознавці з таким підходом не згодні, наполягаючи, що для близьких слов'янських мов застосовується переклад, а не транскрипція. Невизначеність призвела до того, що деякі ЗМІ використовують одну передачу назви, а деякі — іншу. У вересні 2018  року ЗМІ оприлюднили відповідь Інституту української мови НАН за підписом Павла Гриценка, де на запит посадовців Дніпровської міської ради була дана відповідь, що російською буде правильно саме «Днепр». Також у листі зазначено, що питання передавання власних назв російською мовою належить до компетенції мовознавців РФ.
Перейменування Дніпропетровської області при цьому тимчасово відкладене на невизначений термін у зв'язку з тим, що назву області закріплено у статті 133 Конституції України.

## Географія
Місто Дніпро розташоване у південно-східній частині України. Особливість міста — небезпечні геологічні процеси, пов'язані з наявністю лесових товщ та розвитком техногенного підтоплення. Особливо ці процеси проявляються на правобережжі. Підтоплення створює передумови розвитку просадок у лесових породах та зсувів, призводить до деформації та руйнування будівель.

### Правобережжя

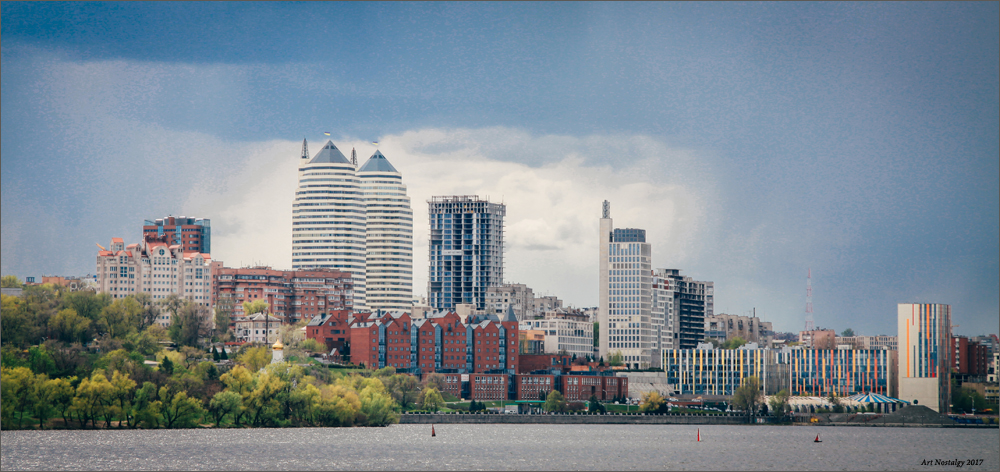
Краєвид на Нагірну частину міста з лівого берега

Центр міста розташований на правому високому березі Дніпра, на Придніпровській височині. Через що Дніпро поетично називають «містом на трьох пагорбах»

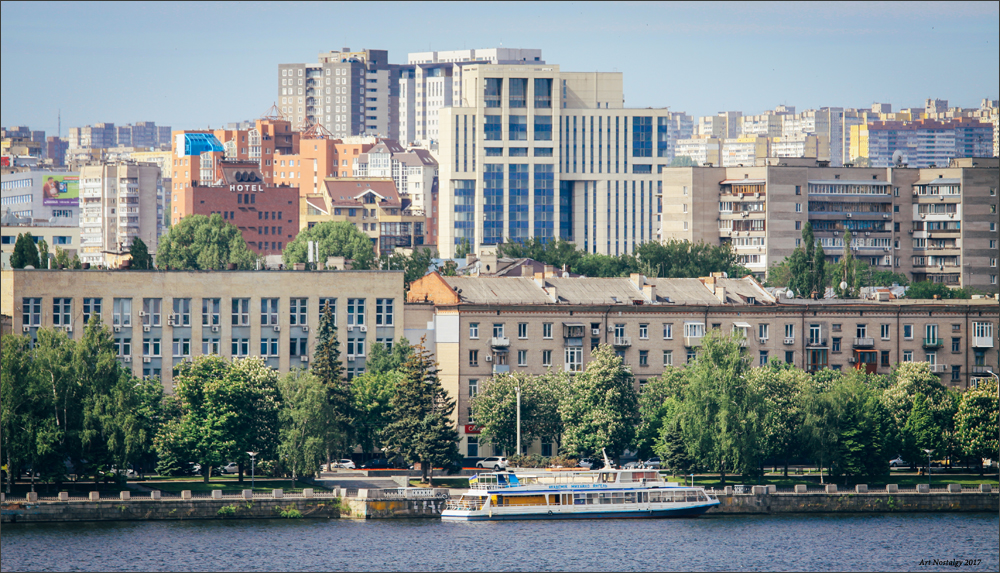
Сучасна забудова на правому березі

- 1-й пагорб (Соборна Гора) є місцем закладення Катеринослава у 1787 році за генеральним планом Клода Геруа (1786) та пізнішим генеральним планом Івана Старова (1792). Нині пагорб містить Нагірний («на горі») й Табірний (сучасна північна частина проспекту Гагаріна) райони міста.
- 2-й пагорб відділений від першого Довгою балкою. Розташований на захід від нього і на південь від центру міста. На пагорбі розміщені колишній катеринославський район Нові плани й Старий Шлях.
- 3-й пагорб відділений від 2-го Рибальською балкою. На ньому розташований район вулиці Робочої (нижня частина — катеринославські робочі слобідки Шляхівка, Солдатська і т. д.).
- 4-й пагорб, забудований уже на рубежі XIX—XX століття, відділений від 3-го Аптекарською балкою. На ньому розміщувався західний район Катеринослава — Чечелівка (нині — район проспекту Сергія Нігояна та проспекту Івана Мазепи).

Балки (яри) правобережжя: Бакунівська, Гривнів байрак, Голенька, Длябогова, Довга, Новожандармська, Євпаторійська, Рибальська, Архієрейська, Аптекарська, Тернувата, Туміна, Тунельна, Зустрічна (Чаплина), Чортувата, Брянська (Сухий яр), Войцехова, Грушки, Попова, Пташина, Кулаків байрак (нині — не існує), Канатувата, Коротка, Крутий Яр, Перевал, Мальовнича, Розсоховата, Березнегувата (Бельба),  Біла, Бузневатий байрак, Сімергейка, Козирєва, Кринична, Війтиха, Келебердина, Зелена, Широкий Яр.
Малі річки правобережжя — Архієрейська балка, Бельба, Брянська балка, Війтиха (Сухачівка (витік річки)), Войцехова балка (притока Мокрої Сури), Річиця, Жабокряч (нижня течія взята в колектор), Половиця (крім Аптекарської балки течія взята в колектор), Кам'янка (наразі не існує), Кленовий байрак (нині — в колекторі), Розсохувата  балка, Старий Дніпро, Чаплина.
На заході, північніше Діївки — плавні, з головною протокою Річиця (Старий Дніпро).

### Лівобережжя
Лівобережжя міста знаходиться на Придніпровській низовині. В Індустріальному районі й понад Дніпром — піщані дюни. У межах міста в Дніпро впливає річка Самара. На заході лівобережжя в Нижньодніпровському районі чимало озер — залишків давньої гідросистеми Протовчі, річищем якої прорите нове річище Орелі.
Інші річки лівобережжя: Балка Западня, Гнилокіш, Журавка (нині не існує), Кам'янський Проток (нині не існує), Кам'янка  (перша, нині не існує) Кам'янка (друга), Кам'янка (Самарські плавні), Кримка, Кримський Рожавець (нині не існує), Кринична (нині не існує), Маячка,  Сусанка, Шпакова, Шиянка (нині не існує), Щемилівка. Шиянка визначала Ігренський острів (нині півострів).

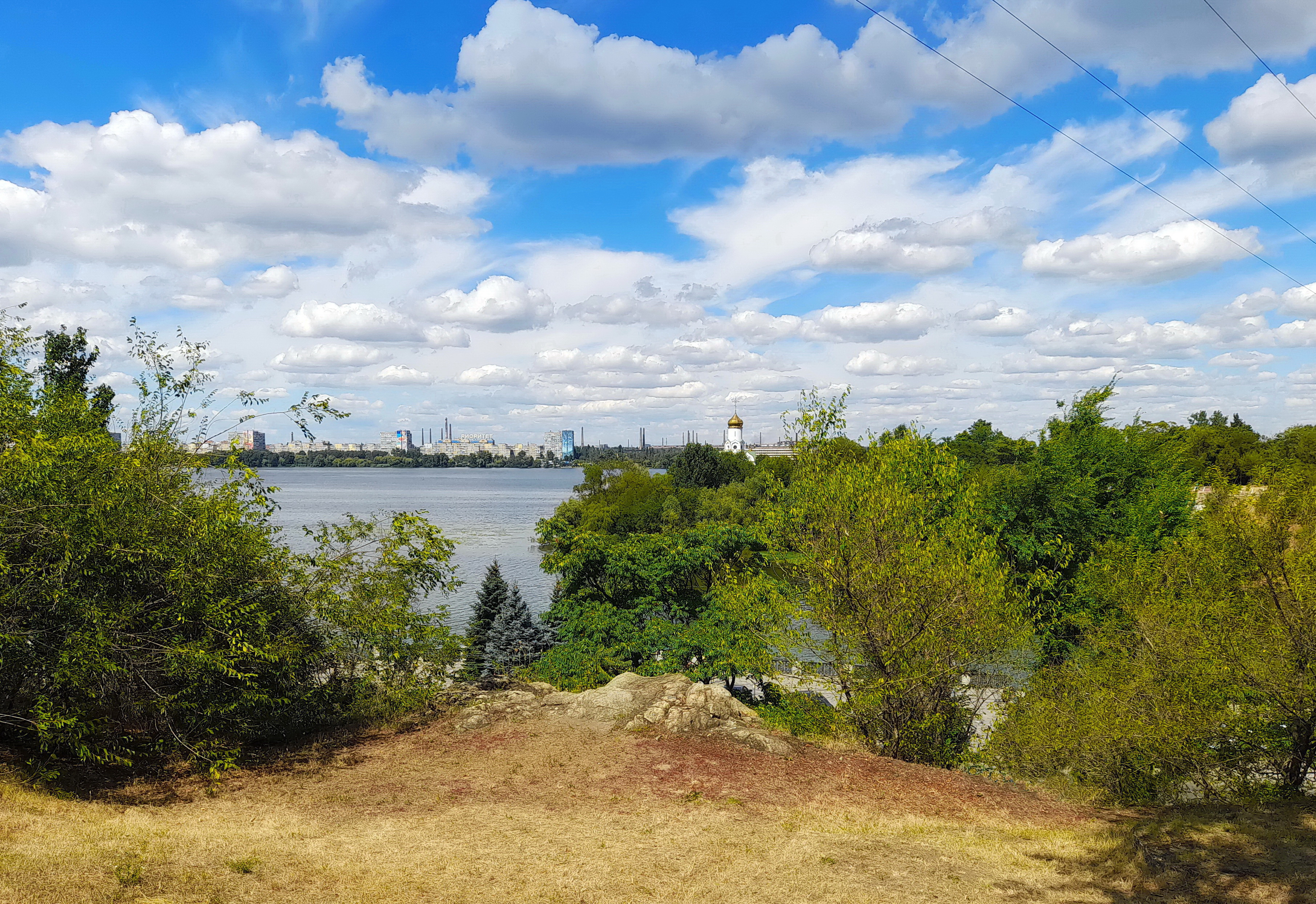
Краєвид на Дніпро та Монастирський острів

На Дніпрі та Самарі у межах міста розташовано чимало островів: Воднік, Дівочий, Діївський, Діївська Дача, Зелений, Куба, Намистанка, Мировий, Монастирський, Обухівський, Олексіївський, Пороховий, Самарський, Сергіївський, Старуха, Шевський, Свинячий, Кам'януватий, Кодачек. До 1934 року існували острови Воронцовський (Становий), Попова коса. Також розташовані півострови Дня Літа, Файнберґа, Ігренський, Коров'ячий. В акваторії річок Дніпра та Самари розташовані затоки Діївська, Затишна Амур — Гавань, Самарська, Вирвихвіст, Гнилокиш, Ігренська, Щемилівка, Сусанка, Шиянка (колишнє гирло однойменної річки, затока утворилась внаслідок спорудження Дніпровської ГЕС).
Балки (яри) лівобережжя: Западня, Довжик, Кислячкова, Широкий Байрак, Шиянка.

### Історичні місцевості

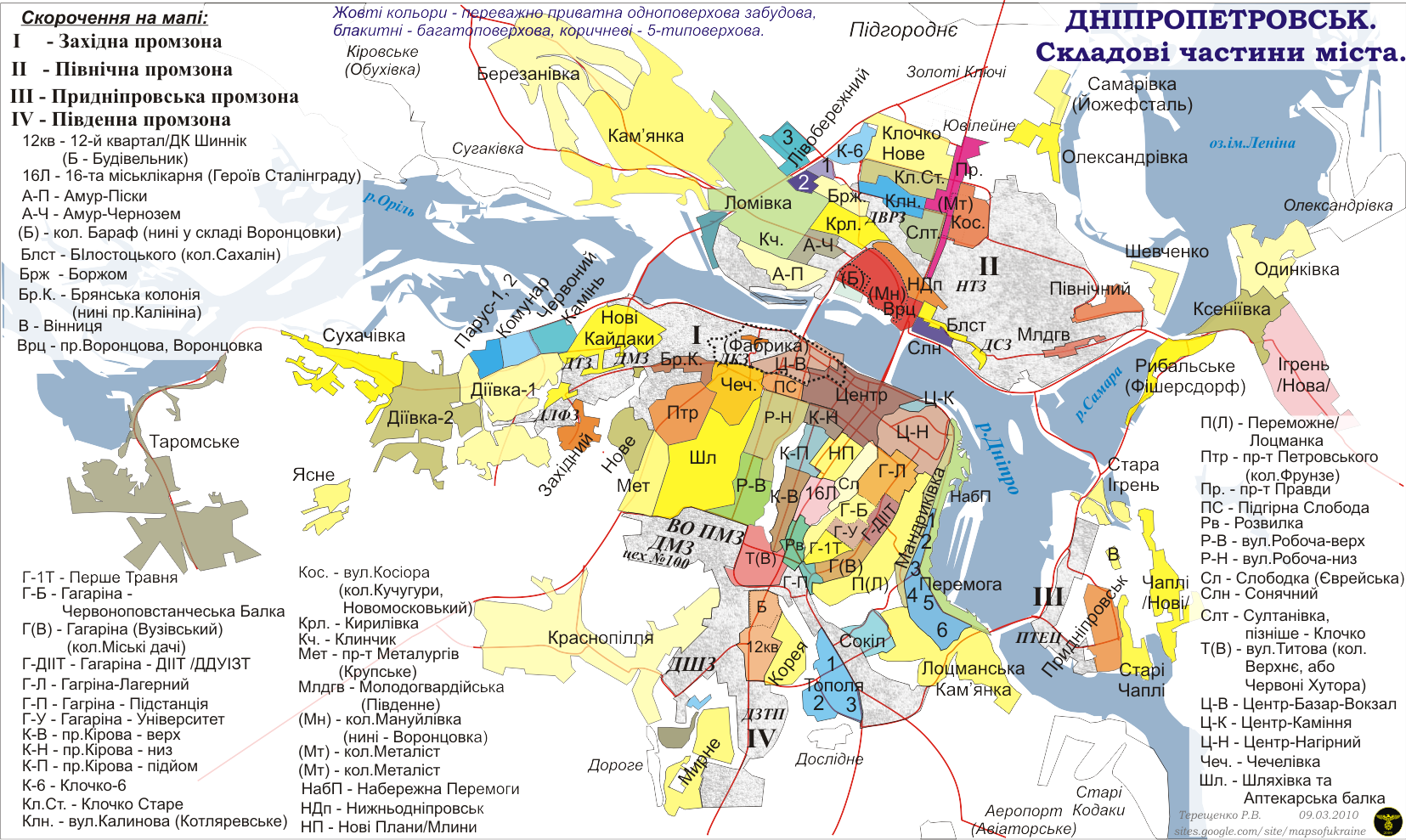
Місцевості Дніпра

- Старі козацькі (села, побудовані до заснування міста):
  - правого берега: Таромське, Сухачівка, Діївка, Нові Кайдаки, Половиця, Мандриківка, Лоцманська Кам'янка
  - лівого берега: колишня Самарь (с.  Шевченко), Березанівка, Кам'янка, Обухівка, Нова Ігрень, Ксеніївка, Стара Огрень або Усть-Самарь, Одинківка, Мануйлівка, Чаплі, Бики;
- Катеринославські (сучасна історична забудова): Нагірний, Половиця, Табірний (Дачі), Млини або Нові Плани, Шляхівка, Чечелівка, Брянська колонія, Краснопілля, Прозорівська, Рибаковська, Підгірна, Монастирська та Безулевська слободи, Рибальське (Фішерсдорф), Йозефсталь (Самарівка), Амур, Бараф (Воронцовка), Кирилівка, Сахалін, Султанівка (Старе Клочко), Ломівка, Нижньодніпровськ, Пасторський;
- Дніпропетровська забудова (1920—1980-ті; сучасні мікрорайони): Ясне, Кубучі, Західний, Червоний Камінь (захід Нового Кодаку), Покровський (колишній — ж/м «Комунар», с-ще  Діївка), Парус (частина селища Діївка), Старий Шлях, Фрунзе (проспект Івана Мазепи, Чечелівка), Робоча вулиця, 12 квартал, Корея та ж/м Будівельник, с-ще Мирне, проспект Гагаріна (давнє — Міські Дачі, радянське — Вузівський), Підстанція (Дачі, 1 Травня), Тополя, Сокіл, Перемога, Мандриківка, Ломівка, Лівобережний, Кротова, Боржом, вулиця Калинова (Султанівка), Калинівський, Слобожанський проспект, просп. Петра Калнишевського, Сонячний, Вузол (Північний і Південний), Вінниця, Придніпровськ.
- Забудова незалежної України: Царське село, Західна Стіна (на місці колишніх Каменів), Золоті Ключі.

### Клімат
Клімат Дніпра класифікують як м'який континентальний клімат із спекотним та сухим літом. Середньорічна температура повітря становить +9 °C. Найнижча — в січні: -3,6 °C, найвища — в липні: +22,1 °C. У році в середньому 260 сонячних днів. Найбільш вологий місяць — червень. Найбільш сухий — жовтень. Максимальна кількість опадів припадає на період з середини жовтня до середини квітня. Влітку будь-які опади в Дніпрі трапляються рідше, проте найчастіше набувають форми сильної зливи із грозою. Водночас зими супроводжуються сильними снігопадами. Так, наприклад, сніговий покрив сягнув 33 см у січні 2015 року. Середня температура взимку: -3-4 °С. Мороз переноситься гірше через дніпровську вологость та вітер. Холоди починаються на початку грудня, коли температура опускається нижче нуля. Бувають ночі, коли мороз досягає температури нижче -25°С (хоча це буває рідко, один раз на 10-15 років). Найважче переноситься грудень. В холодні роки можливі різкі перепади температури і сильні морози після теплих днів. Для нього також характерні: щільна хмарність, вологі вітри, ожеледь.
| Клімат Дніпра (1987—2016)                  | Клімат Дніпра (1987—2016) | Клімат Дніпра (1987—2016) | Клімат Дніпра (1987—2016) | Клімат Дніпра (1987—2016) | Клімат Дніпра (1987—2016) | Клімат Дніпра (1987—2016) | Клімат Дніпра (1987—2016) | Клімат Дніпра (1987—2016) | Клімат Дніпра (1987—2016) | Клімат Дніпра (1987—2016) | Клімат Дніпра (1987—2016) | Клімат Дніпра (1987—2016) | Клімат Дніпра (1987—2016) |
| Показник                                   | Січ.                      | Лют.                      | Бер.                      | Квіт.                     | Трав.                     | Черв.                     | Лип.                      | Серп.                     | Вер.                      | Жовт.                     | Лист.                     | Груд.                     | Рік                       |
| Абсолютний максимум, °C                    | 12,3                      | 17,5                      | 24,1                      | 31,8                      | 36,1                      | 37,8                      | 39,8                      | 40,9                      | 36,5                      | 32,6                      | 20,6                      | 16,3                      | 40,9                      |
| Середній максимум, °C                      | −1                        | 0,0                       | 6,0                       | 15,2                      | 22,1                      | 25,6                      | 28,0                      | 27,5                      | 21,5                      | 13,8                      | 5,1                       | 0,2                       | 13,7                      |
| Середня температура, °C                    | −3,6                      | −3,4                      | 1,8                       | 9,7                       | 16,2                      | 19,9                      | 22,1                      | 21,4                      | 15,6                      | 8,9                       | 2,0                       | −2,4                      | 9,0                       |
| Середній мінімум, °C                       | −6,1                      | −6,3                      | −1,6                      | 4,2                       | 10,6                      | 14,6                      | 16,7                      | 15,8                      | 10,7                      | 5,0                       | −0,8                      | −5,3                      | 4,8                       |
| Абсолютний мінімум, °C                     | −34                       | −27,8                     | −19,2                     | −8,2                      | −2,4                      | 3,9                       | 5,9                       | 3,9                       | −3                        | −8                        | −17,9                     | −27,8                     | −30                       |
| Середня кількість сонячних годин на місяць | 127,1                     | 162,4                     | 241,8                     | 270,0                     | 322,4                     | 360,0                     | 381,3                     | 353,4                     | 300,0                     | 248,0                     | 150,0                     | 111,6                     | 3028                      |
| Норма опадів, мм                           | 78.5                      | 52.6                      | 41.4                      | 32.3                      | 33.3                      | 24.6                      | 14                        | 9.1                       | 13.7                      | 28.2                      | 74.2                      | 100.8                     | 502.7                     |
| Вологість повітря, %                       | 83.3                      | 76.8                      | 71.6                      | 64.5                      | 58.9                      | 55.0                      | 53.2                      | 55.7                      | 57.0                      | 63.1                      | 75.6                      | 82.9                      | 66.5                      |
| ------------------------------------------ | ------------------------- | ------------------------- | ------------------------- | ------------------------- | ------------------------- | ------------------------- | ------------------------- | ------------------------- | ------------------------- | ------------------------- | ------------------------- | ------------------------- | ------------------------- |
| Джерело: Погода та клімат                  |                           |                           |                           |                           |                           |                           |                           |                           |                           |                           |                           |                           |                           |

| Кліматичні показники Дніпра      | Кліматичні показники Дніпра | Кліматичні показники Дніпра | Кліматичні показники Дніпра | Кліматичні показники Дніпра | Кліматичні показники Дніпра | Кліматичні показники Дніпра | Кліматичні показники Дніпра | Кліматичні показники Дніпра | Кліматичні показники Дніпра | Кліматичні показники Дніпра | Кліматичні показники Дніпра | Кліматичні показники Дніпра | Кліматичні показники Дніпра |
| Місяць                           | Січ                         | Лют                         | Бер                         | Кві                         | Тра                         | Чер                         | Лип                         | Сер                         | Вер                         | Жов                         | Лис                         | Гру                         | Рік                         |
| -------------------------------- | --------------------------- | --------------------------- | --------------------------- | --------------------------- | --------------------------- | --------------------------- | --------------------------- | --------------------------- | --------------------------- | --------------------------- | --------------------------- | --------------------------- | --------------------------- |
| Середній світловий день          | 9.0                         | 10.0                        | 12.0                        | 14.0                        | 15.0                        | 16.0                        | 16.0                        | 14.0                        | 13.0                        | 11.0                        | 10.0                        | 9.0                         | 12.5                        |
| Середній ультрафіолетовий індекс | 3                           | 4                           | 6                           | 8                           | 9                           | 10                          | 11+                         | 10                          | 8                           | 6                           | 4                           | 3                           | 6.8                         |

У зв'язку з географічним положенням міста, що робить його територію місцем для виникнення температурних інверсій, а також значною автомобілізацією населення, Дніпро страждає від атмосферного забруднення з різних причин. Це проявляється у формі смогу.
Сезон зі смогом триває приблизно з травня по жовтень. Долина, у якій розміщується місто, утримує значну частину викидів, що виділяються двигунами транспортних засобів та промисловими підприємствами. Також негативним чинником є низька кількість опадів і затяжні літні посухи.

## Історія

### Доісторичні часи

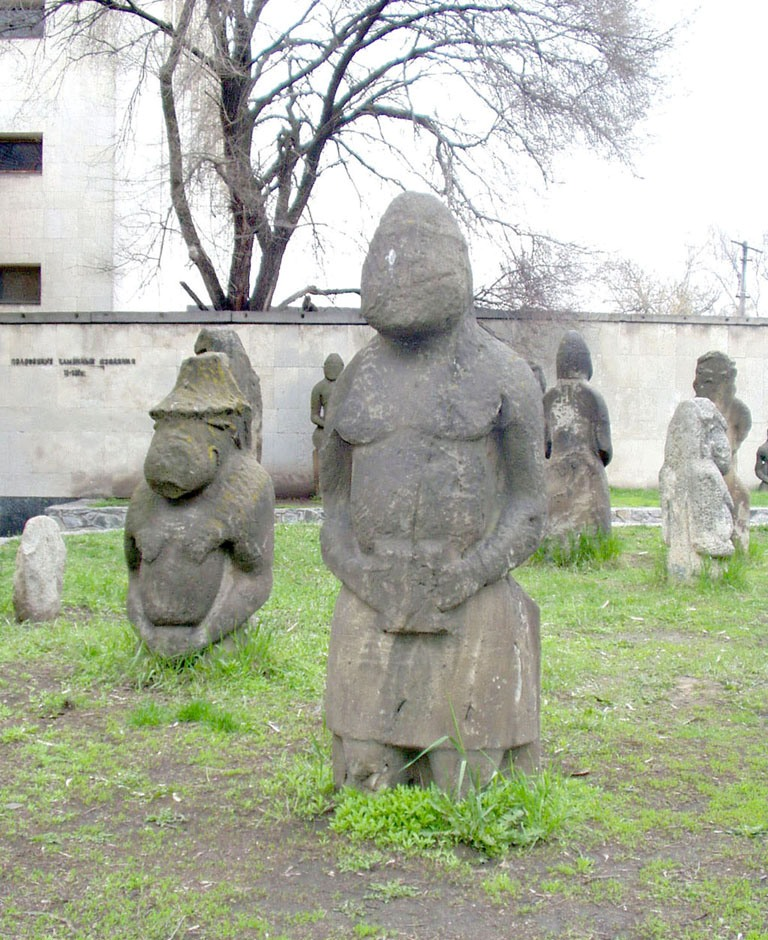
Кам'яні баби в історичному музеї

Історія міста пов'язана з історією краю, яка сягає далекої давнини. Ще з часів палеоліту місцевість біля Дніпровських порогів була щільно заселена. Близько 100 тис. років до н. е. до сучасного Дніпра з півночі насунувся Скандинавський льодовик. Протягом неоліту-бронзової доби землі над порогами населяли племена сурської, середньостогівської, ямної та катакомбної культур. Існує думка, що саме в цих краях вперше було використано коней для їзди верхи, а також було винайдене колесо. Завдяки цьому скотарський спосіб[що це?] ведення гоподарства поширився саме з Придніпровських степів. У 2-й половині II тис. до н. е. у Причорноморських степах закріпилися племена зрубної культури (кімерійці). У I тис. до н. е. на дніпровських землях існувала Скіфська держава (скіфи). Скіфів витіснили до Криму сармати у III ст. до н. е., а сарматів згодом — германські племена готів (прийшли з Польщі у III ст. н. е.): пам'ятки черняхівської культури знайдені на території козацького м. Самар. Надалі (IV—IX ст.) через край пройшли орди гунів, авар, угрів.

### Середньовіччя
За часів Київської Русі вже у IX ст. н. е. на Монастирський острів завертали княжі дружини для відпочинку. Існує легенда, що візантійські монахи ще близько 870 (?) року  збудували тут монастир — можливо, на честь того, що він був, за деякими даними (Житіє Святого Амвросія) найпівнічнішим пунктом у подорожі Святого Андрія Первозваного. Навколишні землі були під владою кочовиків — хозарів, печенігів, а потім — половців. Академік Б. О. Рибаков вважав, що головне улицьке місто Пересічень, яке згадується в літописах, мало знаходитися на Дніпрі, південніше Києва. Через це увагу дослідників привертають рештки великого слов'янського поселення, яке існувало у 800—1300 роках на піщаних пагорбах Ігренського півострова, де Самара впадає у Дніпро. Знахідки свідчать про інтенсивні торговельні відносини як із Київською землею, так і з кочівниками — печенігами, вежі яких стояли поруч з улицькими житлами. Місто на Ігренському півострові було зруйноване татарами у 1240 році, та його мешканці відійшли вище за течією Самари, де відновили перевіз (відомий з XVI століття як містечко Самар). Того ж року було зруйновано монастир на острові і поселення на дніпровому острівці навпроти сучасного Старого Кодаку.
У XVI—XVIII століттях територія майбутнього міста належала Запорозькій Січі.
1500 або 1550 р. датується поява на правому березі річки Самари, біля гирла (нині — околиця Дніпра, біля с. Шевченка) козацького торговельного містечка Самар (згадується у грамоті польського короля і підтверджується археологічними знахідками)
У 1635 році південніше, біля першого дніпрового порогу польською владою була побудована фортеця Кодак, на відкритті якої був присутній і майбутній Гетьман Богдан Хмельницький. Того ж року фортецю захопив козацький загін на чолі з Іваном Сулимою, але урядові війська з реєстровцями відбили її. У 1648 році, на початку Визвольної війни, Кодаком знов заволоділи козаки.
У 1660 році у запорізьких архівах з'являються документи, які свідчать, що біля сучасного м. Дніпра існує селище Нові Кайдаки, яке у 1750 вже називається містом.

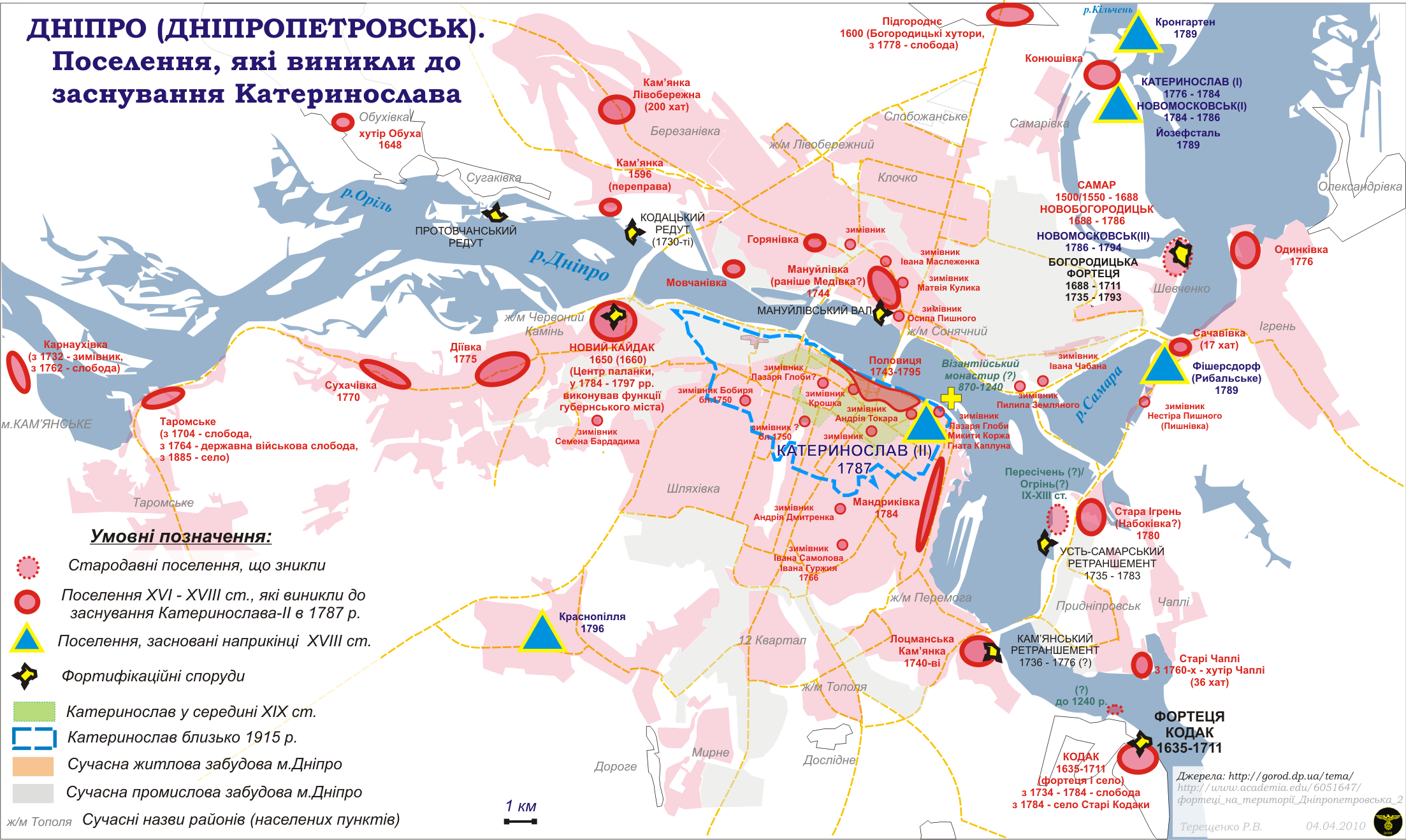
Поселення на території сучасного Дніпра до заснування Катеринослава

Загалом, на території сучасного міста і околиць відомо декілька поселень і міст, які виникли ще у козацьку добу:

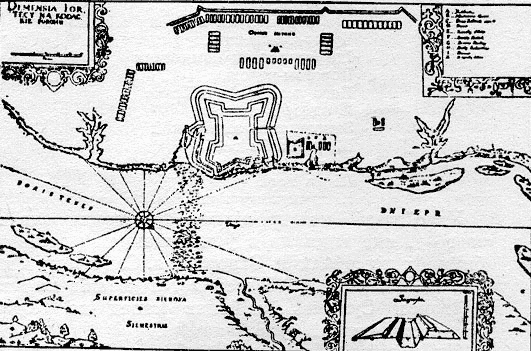
План фортеці Кодак (1635)

- 1500 (або 1550) — торговельне козацьке місто Самар (Самарь, Самара) — у пониззі р. Самари. Занепало у 1688 після заснування тут московської колонії та Богородицької фортеці.
- 1564 — відомі козацькі курені у Таромському, з 1704 — слобода.
- 1596 — відомий перевіз Кам'янка через Дніпро.
- 1600 — відомі Богородицькі хутори (тепер — м. Підгороднє).
- 1635 — за ініціативи гетьмана великого коронного Станіслава Конецпольського та відповідної ухвали сейму Речі Посполитої було засновано фортецю Кодак. Поряд виникло містечко (пізніше центр Кодацької паланки Запорожжя). Фортецю було зруйновано за умовами Прутського трактату (1711). Слобода відновилася близько 1734-35 (Старий Кодак).
- 1648 — відомий хутір Обуха (теперішня Обухівка).
- 1650 (або 1660) — відомий Новий Кодак (центр паланки, а в 1784—1797 частково виконував функції губернського міста під назвою Катеринослав ІІ);
- 1688 — поряд з козацьким м. Самар (центр запорізької паланки) московським урядом засновано Богородицьку фортецю і посад — Новобогородицьк — першу російську колонію на запорізьких землях. Козацьке населення м. Самар розійшлося сусідніми селами. Проіснувало до 1793 року, коли його залишки були переведені до сучасного Новомосковська (Новоселиці).
- 1740-ві (або 1770-ті) — біля першого порогу засновано поселення лоцманів — Лоцманська Кам'янка;
- 1743—1795 — існувала слобода Половиця. Зникла внаслідок розширення Катеринослава (була поглинута останнім), який було вдруге засновано у 1787 на пагорбі поруч. Тепер — центр м. Дніпро.
- 1744 — засновано Мануйлівку (надалі — також Попівка).
- 1760-ті — відомий хутір Чаплі.
- 1770 — засновано Сухачівку.
- 1775 — засновано Діївку.
- 1776 — засновано Одинківку.
- 1776 — ухвалено рішення про будівництво у пониззі Самари (на Кільчені) губернського міста Катеринослав.
- 1784 — відома Мандриківка.

У 1711 році за умовами Прутського трактату землі Запоріжжя опинились під протекторатом Османської імперії, а фортеця Кодак була знищена. У 1734 козаки повернулись на Запоріжжя і було укладено Лубенський договір про визнання запорожцями московського протекторату.

### Заснування та розвиток

#### Новий Кодак
За свідченнями історика XIX століття Феодосія Макаревського, у 1645 році у містечку Новий Кодак стараннями місцевих мешканців було побудовано дерев'яний Свято-Миколаївський храм. Цю дату можна вважати початком м. Дніпро.
Наприкінці XVII — початку XVIII століття Новий Кодак почали заселяти сімейні козаки. Ще з 1564 року біля Нового Кодаку відомі козацькі курені у Таромському, які у 1704  році отримали статус слободи. Пізніше з'явилися козацькі поселення Половиця (1743), Сухачівка (1770), Діївка (1775).
У середині XVIII століття Новий Кодак був велелюдним містом, центром Кодацької паланки Підпільненської Січі. За переписом 1754 року в ньому проживало близько 4000 мешканців. В Новому Кодаку тричі на рік відбувалися ярмарки, діяли десятки ремісничих майстерень. У 1760-х роках в містечку з'явився стаціонарний ринок.
Усталений уклад запорозького м. Новий Кодак міняється після ліквідації Підпільницької Січі. Паланкова старшина ліквідується, замість неї в Новому Кодаку з'являється воєвода та городничий. У 1776 році Новий Кодак перетворюється на місце перебування адміністрації Саксаганського повіту Новоросійської губернії Російської імперії. Понад 10 років (1776—1789) Новий Кодак виконував функції повітового центру Саксаганського (з 1783 року — Новокодацького) повіту. Тут також була резиденція Слов'янського і Херсонського духовного правління.
В останньому десятиріччі XVIII століття органічний розвиток м. Новий Кодак був штучно перерваний діями російської влади.
В середині 1780-х років російська імператриця Катерина II звеліла почати будівництво Катеринослава на правому березі Дніпра біля Кодаку. В описі Катеринославського намісництва за 1784 рік вказувалося, що Катеринослав засновується з містечка Новий Кодак. З появою Катеринослава починається імперський етап розвитку м. Дніпро.

#### Будівництво Катеринослава

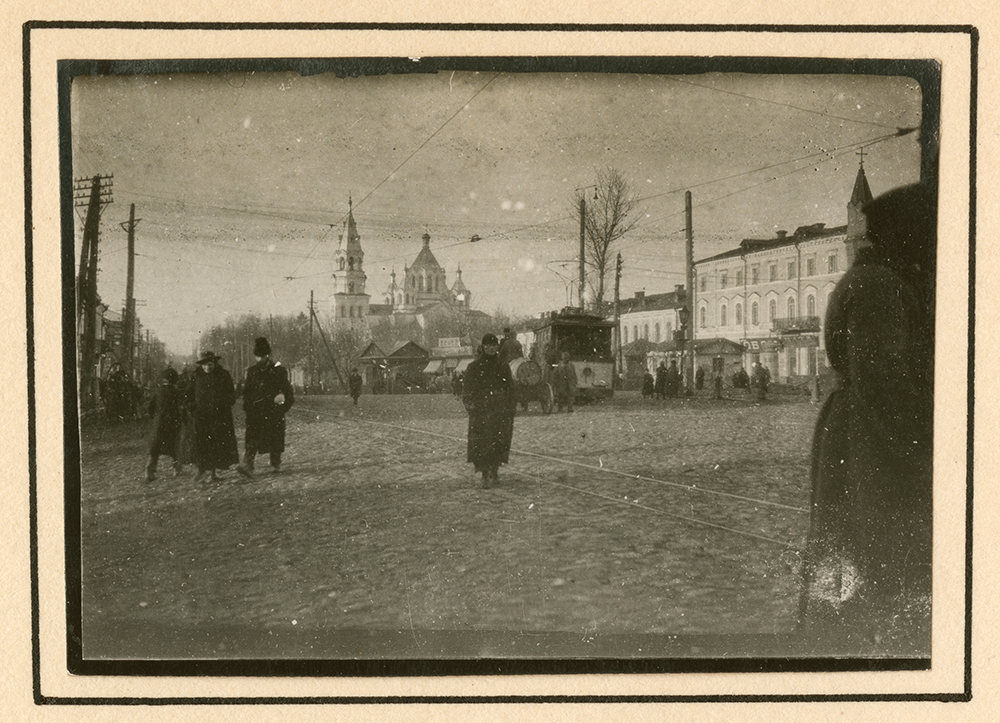
Катеринослав у 1918 році

У 1775 році, після чергової переможної війни з Османською імперією, запорізьке козацтво було ліквідовано царським урядом. Землі Запорожжя наступного року були передані до складу Новоросійської і новоствореної Азовської губерній. Щоб керувати цими землями, потрібен був адміністративний центр. Таким центром повинен був стати Катеринослав.
Офіційна історія Катеринослава розпочалась у 1776 році, коли було затверджено план будівництва міста у межах тільки-но створеної на землях запорожців Азовської губернії, на р. Кільчень при її впаданні у Самару. Цей Катеринослав опісля називався Першим (Катеринослав І), Лівобережним, Кільченським. Але незабаром з'ясувалося, що місце для губернського центру було обрано досить невдало: під час весняних і осінніх повеней все заливалося водою, що призводило до спалахів епідемій, а найголовніше — місто було далеко від судноплавного до початку порогів Дніпра. Це призвело до того, що наказом Катерини II від 22 січня 1784 року Катеринослав, вже як центр новоствореного Катеринославського намісництва, перенесли на правий берег Дніпра на підвищену місцевість. Катеринослав I, своєю чергою, було перейменовано на Новомосковськ (який, втім, також незабаром було перенесено на інше місце, вище по Самарі).
За інерцією впродовж 1785—1791 років в Новому Кодаку розміщувалася адміністрація міста Катеринослава і повіту, а сам Новий Кодак в церковних і світських документах називався Катеринославом.
Впродовж першої половини 1790-х років адміністрація Катеринослава поступово виїхала з Нового Кодаку на нове місце (в район Половиці). У липні 1795 року «сєлєніє» Новий Кодак (у 1793 році налічувалось близько 2000 мешканців) було приєднано до «міста» Катеринослава (у 1793 році налічувалось близько 800 душ населення). Подібне було зроблено і з новокодацькими ярмарками. У серпні 1793 року кодацьку поліцію було підпорядковано катеринославській, а казенним селянам запропоновано записатись в купці чи міщани. З 355 дворів Новий Кодак залишила 121 родина. У 1796 році відкритий наплавний міст біля Катеринослава, який звів нанівець значення Новокодацького перевозу.

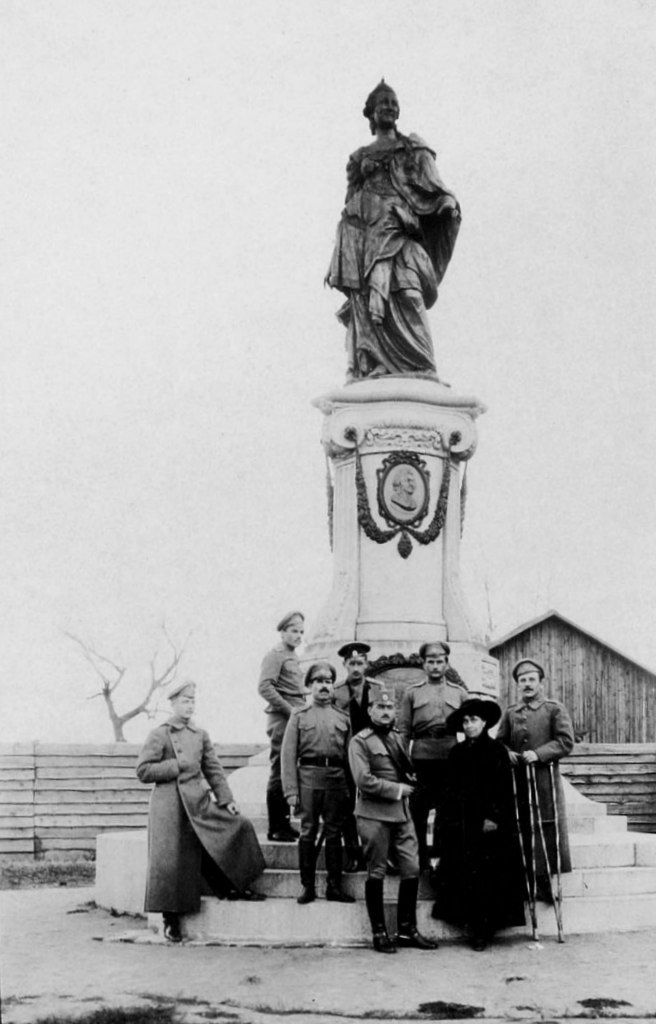
Монумент Катерині II (1840—1920)

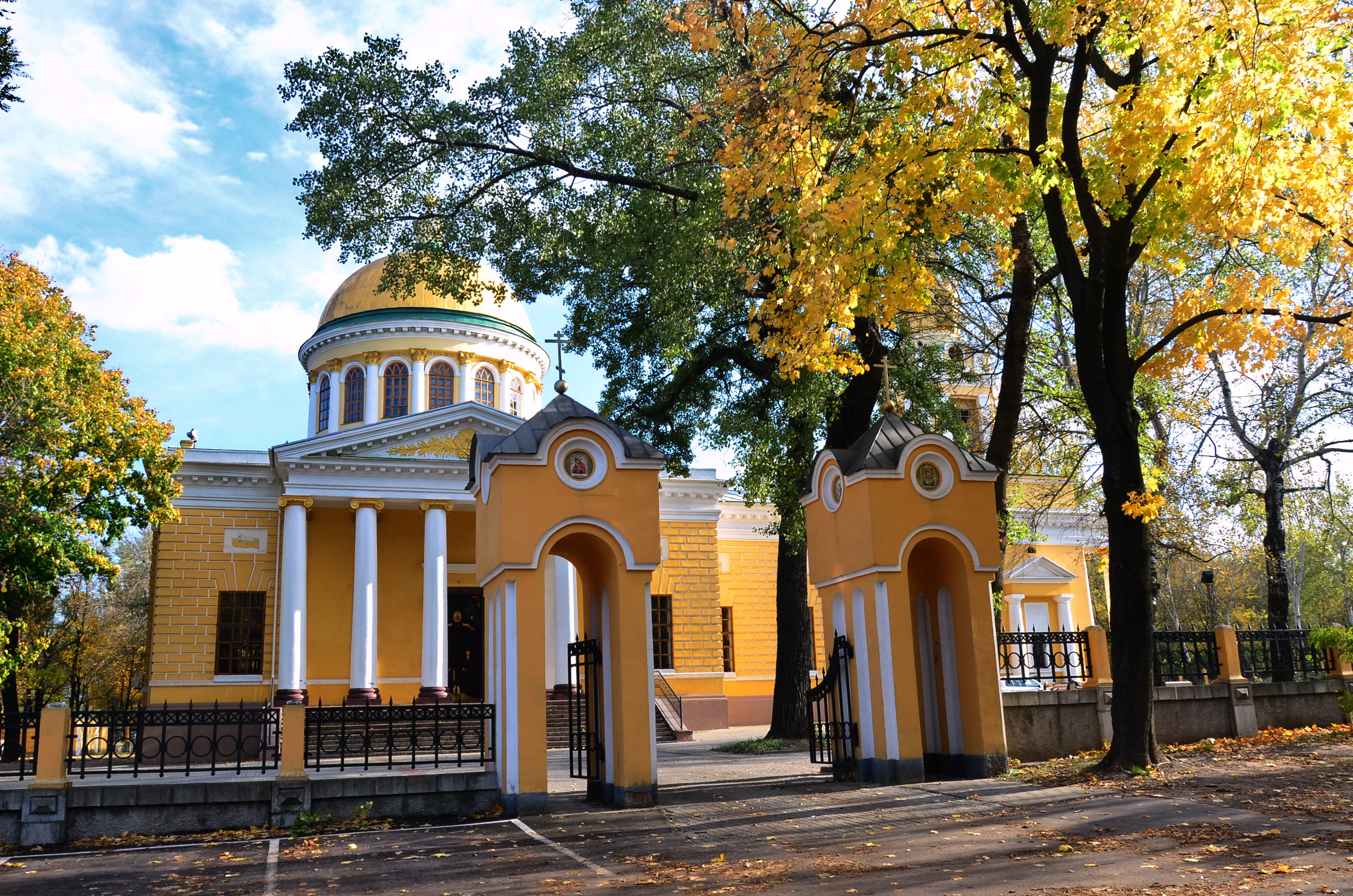
Спасо-Преображенський кафедральний собор на Соборній площі Дніпра

Російська імператриця Катерина II мріяла на новоздобутих землях збудувати «Південну Пальміру» — столицю Російської імперії, порівнюючи Катеринослав із Санкт-Петербургом — «Північною Пальмірою». Планувалось побудувати собор (вищий за папський собор в Римі на 132 м). Але величезним планам не було дано збутися. Вони були забуті, коли Катерина II померла. Урочисте заснування імператрицею собору відбулося 9 травня 1787 року, під час її помпезної подорожі по тільки-но захоплених землях. Будівельники встигли лише закласти величезний фундамент (нині — Соборна площа Дніпра). Це ще одна дата заснування Катеринослава: саме 1887 року містяни святкували 100-річчя міста. Але найдавнішою спорудою в ньому нині вважається кам'яний верстовий стовп біля собору.
У 1789 році засновані німецькі колонії вздовж річки Самарі — Кронгартен (нині — східна частина м. Підгородне), Йозефсталь (нині — Самарівка), Фішерсдорф (нині — Рибальське). У гирлі Мокрої Сури було засновано колонію Ямбург. У 1794 році засновано перше промислове підприємство — суконну фабрику (біля теперішнього вокзалу). У 1796 році засновано село Краснопілля.
У 1798—1802 роках за наказом імператора Павла І місто мало назву Новоросійськ і було центром величезної Новоросійської губернії від Дністра до Дону і Криму включно.
Станом на XIX століття Катеринослав розвивався дуже повільно. Так, якщо у 1804 році населення міста становило 6,4 тис. осіб, то у 1850 році — лише 13 тис. У середині ХІХ століття в місті знаходилось декілька салотопних, миловарних заводиків, суконна мануфактура. Справжній розвиток міста розпочався після організації промислового видобування донецького вугілля та криворізької залізної руди (поклади якої відкрито Олександром Полем), а також відкриття залізниці (1884) між цими промисловими районами з мостом через річку Дніпро. З'являються чисельні цегельні заводи.

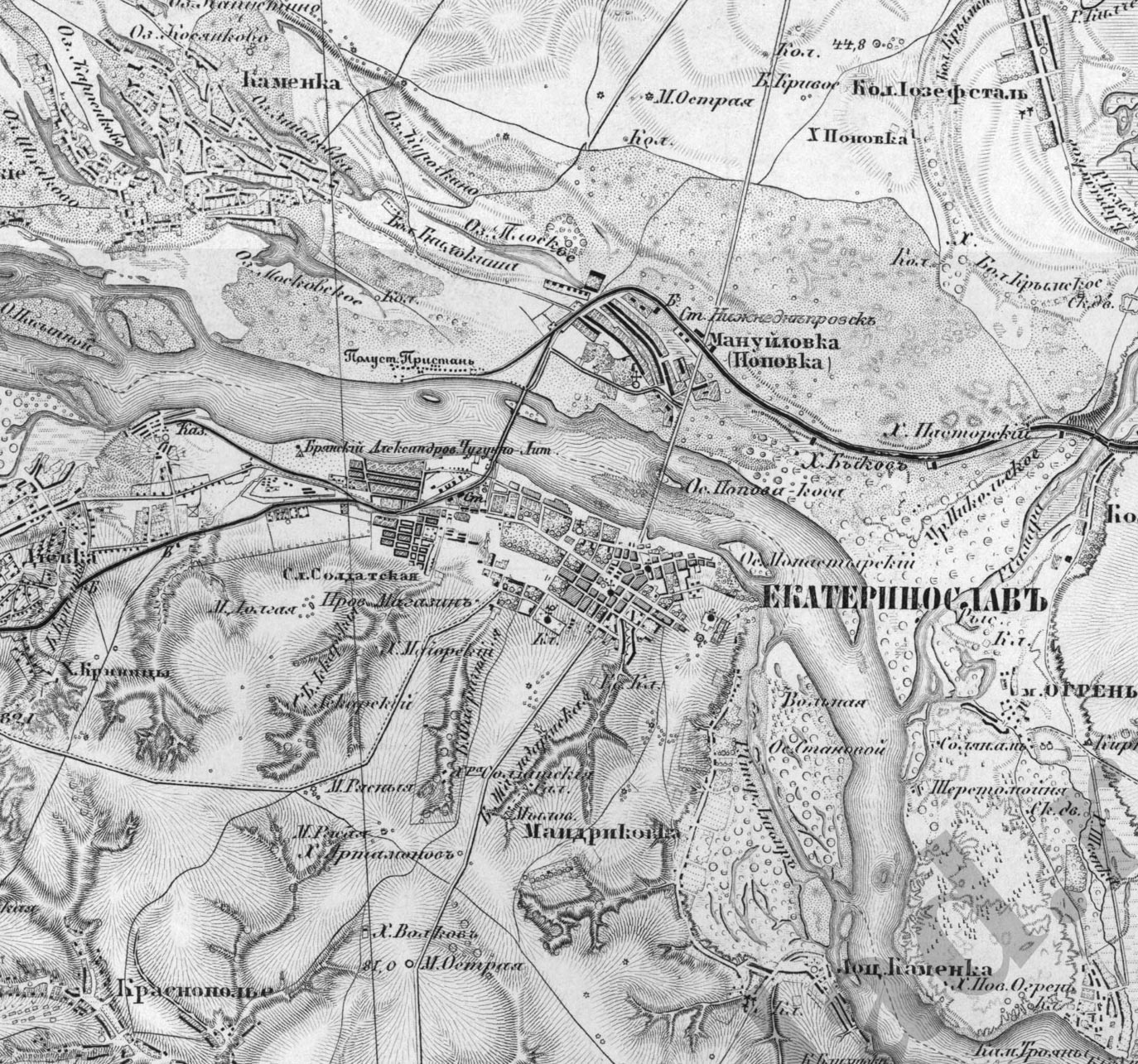
Дніпро (Катеринослав) на мапі Шуберта (приблизно 1888 рік)

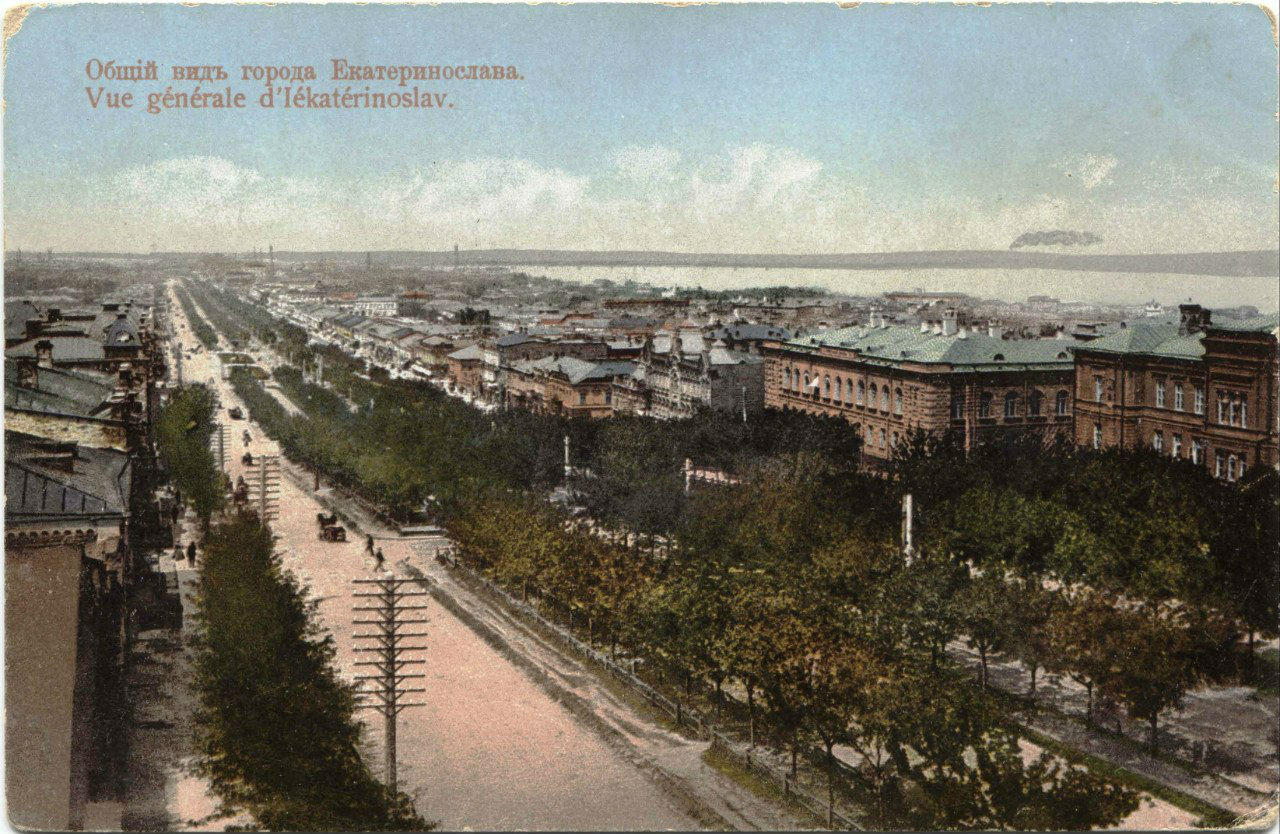
Катеринославський проспект на початку XX ст.

- 1838—1919 — видається офіційна газета «Катеринославські губернські відомості».

На лівому березі станція Катеринослав з'явилась ще у 1873 (гілка з Синельниково), а відкриття вокзалу відбулося після пуску величезного мосту через Дніпро у 1884 році.
Почалось будівництво металургійних підприємств на заході міста та на його лівому березі:
- 1887 — побудований металургійний Олександрівський Південно-Російський завод («Петрівка»).
- 1889 — з'явився трубний завод «Шодуар-А».
- 1891 — засновано металургійний завод Гантке (Нижньодніпровський трубопрокатний).
- 1898 — побудовані вагоноремонтні майстерні (зараз завод).
- 1899 — засновано завод «Шодуар-В» (теперішній «Комінмет»).
- 1914 — з'явився завод «Шодуар-С» (металургійного обладнання, «Дніпроважмаш»).
- 1916 — теперішній Дніпровський стрілочний завод.

Біля заводів стрімко зростали робітничі поселення — Солдатська (Чечелівка), Фабрічна, Брянська, Амур, Бараф, Сахалін, Султанівка і ін. Якщо у 1865 році населення міста становило 23 тис.осіб, в 1887 — 48 тис. осіб, то у 1910 році — вже 196 тис.осіб (без Лівого берега, який увійшов до складу міста лише у 1925 році). Основну етнічну групу становили українці. Крім них у Дніпрі проживали росіяни, євреї та інші національності.
У 1896 році в Катеринославі з'явилася телефонна мережа і станція.
У 1897 році бельгійські підприємці запустили в Катеринославі електричний трамвай — 3-й в Російській імперії після Києва та Нижнього Новгорода.
У 1899 році засновано Вище гірниче училище (надалі — гірничий та металургійний інститути/академії).
Катеринослав швидко перетворився на один з найбільших промислових центрів здобутих Російською імперією південних та східних українських земель. Розвиток промисловості та сільського господарства було продемонстровано на південно-російській сільськогосподарській, промисловій та кустарній виставці 1910 року. Місцевий пролетаріат відігравав значну роль у революційному русі на початку XX століття.
Однією з яскравих сторінок в історії міста було життя й діяльність у ньому з 1902 видатного українського історика Дмитра Івановича Яворницького (1855—1940).
Вчений надрукував понад 210 праць з історії України, Середньої Азії, Росії. Найголовніші з них: «Історія запорозьких козаків» у трьох томах, «Джерела для історії запорозьких козаків», «Слідами запорожців», «До історії степової України». Яворницький був також відомим археологом. Керував розкопками сотень курганів ямної культури, поховань доби заліза та запорозьких часів. Крім наукових історичних праць, Дмитро Іванович написав ще й ґрунтовну історію міста, у якому пройшли найплідніші роки його життя. Багато сил і енергії віддавав учений місцевому історичному музею, яким він керував у 1902—1933 рр. Засновано музей було у 1849 році як Музей старожитностей Катеринославської губернії. У 1912 музею була передана колекція Олександра Поля, катеринославського колекціонера і краєзнавця, мати якого була онукою наказного гетьмана Павла Полуботка. Проводячи археологічні розкопки та експедиції на території Катеринославщини, О. Поль зібрав понад 5 тис. предметів старовини, що стали основою музею, а пізніше увійшли до історичного музею ім. Д. І. Яворницького. Великою заслугою Яворницького було те, що він зібрав і ввів у науковий обіг величезну кількість історичних джерел, котрі доти лежали в архівах. Чимало з них він експонував у своєму музеї. Яворницькому доводилося витрачати на експедиції власні кошти, якщо не вдавалося зібрати їх у приватних осіб. Йому також належить заслуга того, що він домігся від радянського уряду проведення великих розкопок на території майбутнього Дніпрогесу, врятувавши таким чином сотні безцінних пам'яток історії.

### Українська революція
Після здобуття Україною незалежності на початку 1918 року й проголошення Української Народної Республіки була запропонована назва Січеслав, що нагадувала про козацький характер цього краю. Але повністю офіційно місто не встигло затвердити нову назву і фактично залишалося з попередньою назвою — Катеринослав. За новим поділом місто стає земським центром адміністративно-територіальної одиниці Січ.

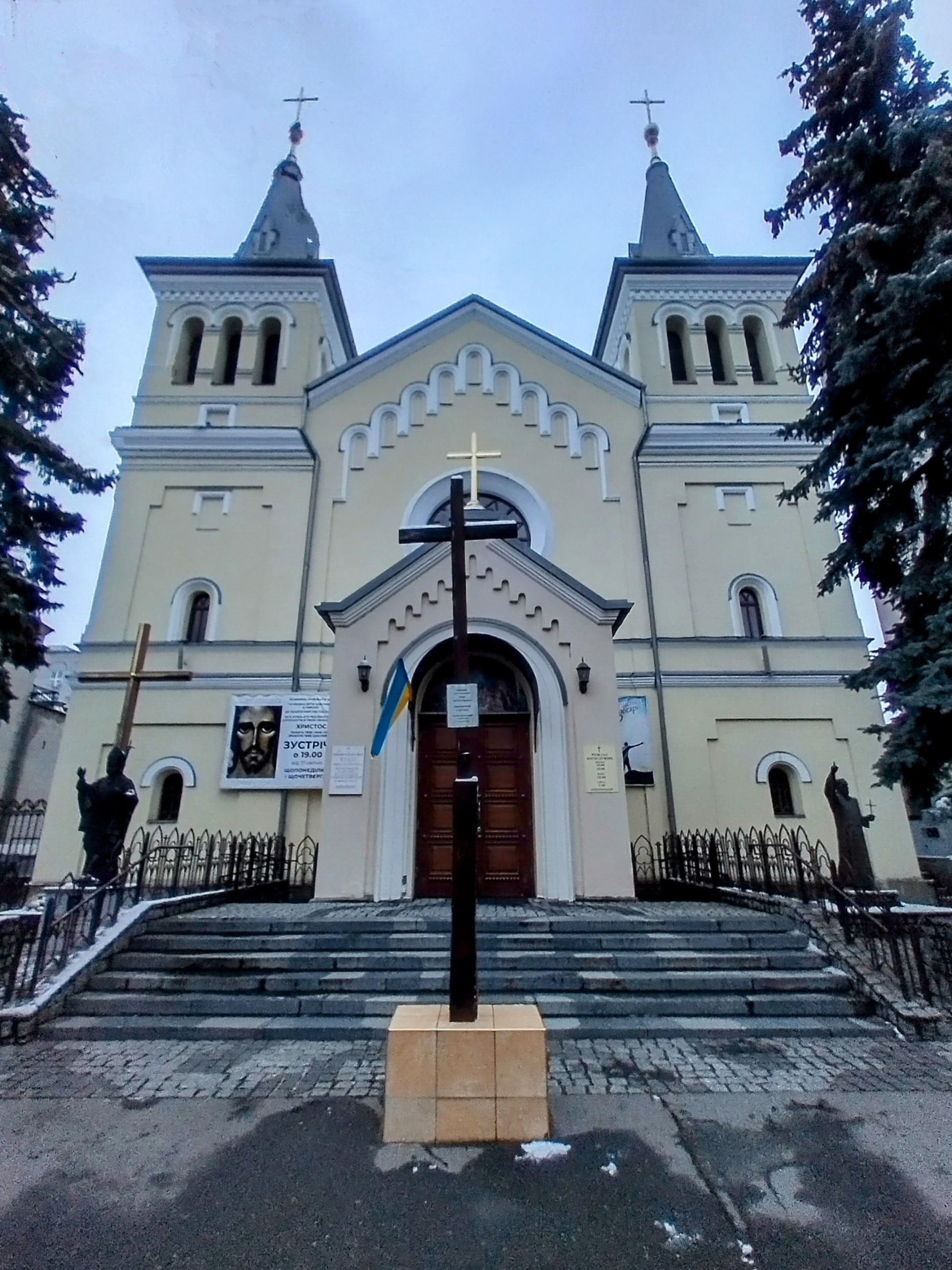
Костел Святого Йосипа

У деяких документах 1918—1919 років і навіть не послідовно до 1926 року місто згадується саме як Січеслав. Це підтверджував український письменник Василь Сокіл, який писав:
|  | «Щодо Січеслава згадую, що в роки, коли у Катеринославі на довший час запанувала українська влада, місто вже було перейменовано на Січеслав. Газети вживали цю назву, в установах офіційно також користувалися нею. А з приходом більшовиків усе скінчилося. Згадка про Січеслав деякий час лунала в студентських колах» |

Влада УНР у місті протрималась до 11 січня 1918 року, коли після запеклих боїв Січеслав був захоплений переважними силами більшовицьких військ.
Наприкінці березня 1918 року Катеринославський кіш Вільного козацтва розпочав операцію по звільненню Січеслава. Загоном керував Гаврило Горобець — син залізничника з Катеринослава. Загін, звільнивши Жовті Води та П'ятихатки, 4 квітня 1918 року увірвався на станцію Горяїнове (нині ця станція лежить у межах міста) та за допомогою німецьких та австро-угорських військ оволодів містом. При звільненні міста від більшовиків загинуло 8 німецьких солдатів, 18 отримали поранення..
В період з 27 листопада 1918 по 2 січня 1919 року відбувся Катеринославський похід. Цього разу влада УНР та Української Держави протрималась до 30 грудня 1918 року, місто вперше зайняли війська Нестора Махна.
2 січня 1919 року в ході запеклих боїв з більшовиками, в яких брали участь українські повстанські загони отамана Миколи Малашко та Федіра Божка, Січові Стрільці під командуванням отамана Самокиша, до яких приєднався повстанський загін отамана Сакви з Верхньодніпровського повіту, звільнили Січеслав та вибили більшовиків та махновців на лівий берег Дніпра. При цьому махновці зазнали значних втрат. Востаннє влада УНР протрималась у місті до 26 січня 1919 року, коли радянські війська під командуванням Павла Дибенка захопили місто й встановили тут радянську владу.
Впродовж 1919—1921 років Січеслав декілька раз був столицею Української Вільної Анархічної Республіки Нестора Махна, коли його війська займали місто.
Під час українсько-більшовицької війни місто неодноразово переходило з рук в руки і прийшло у занепад.

### Християнство

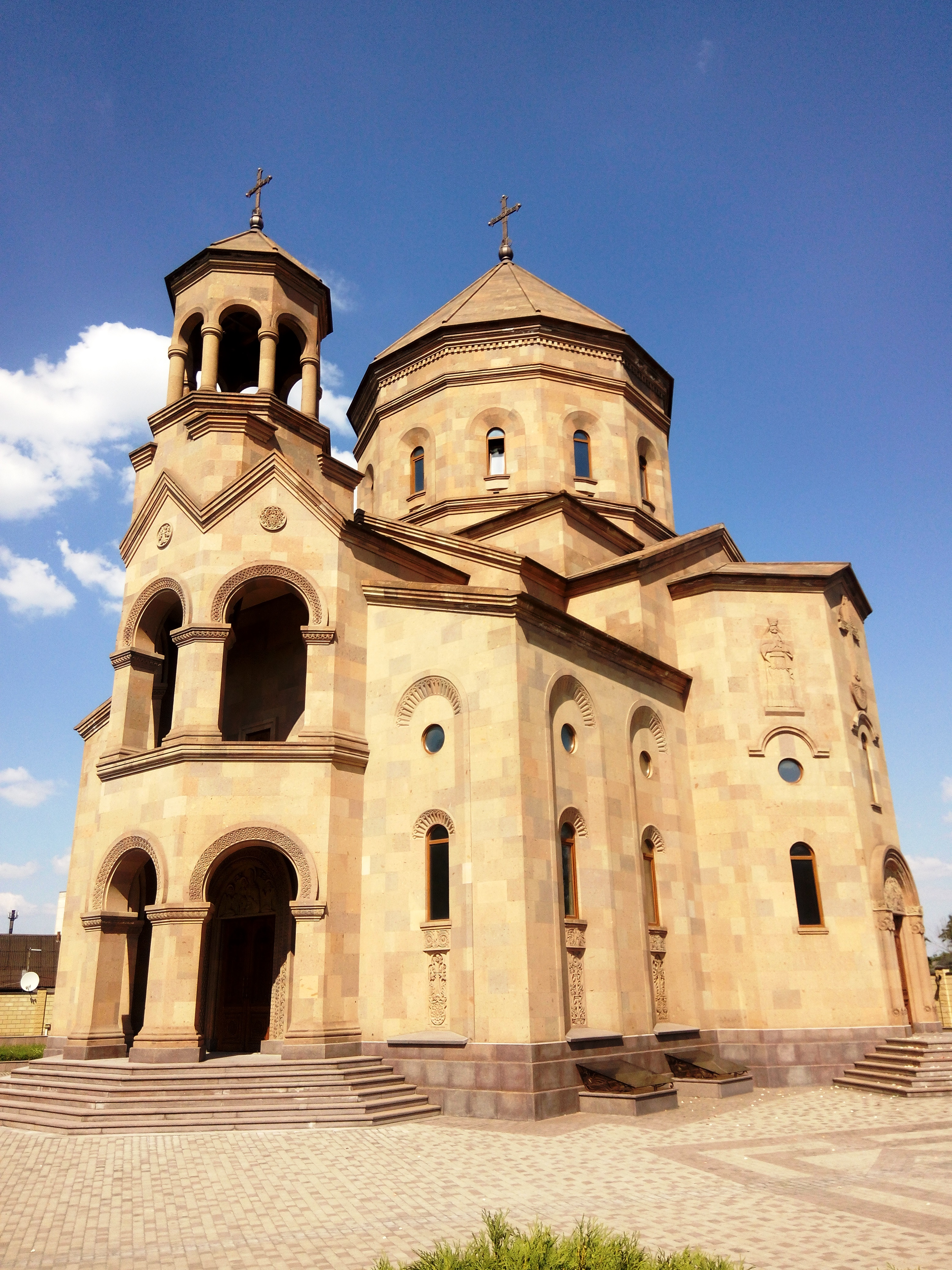
Вірменська церква святого Григора Лусаворича

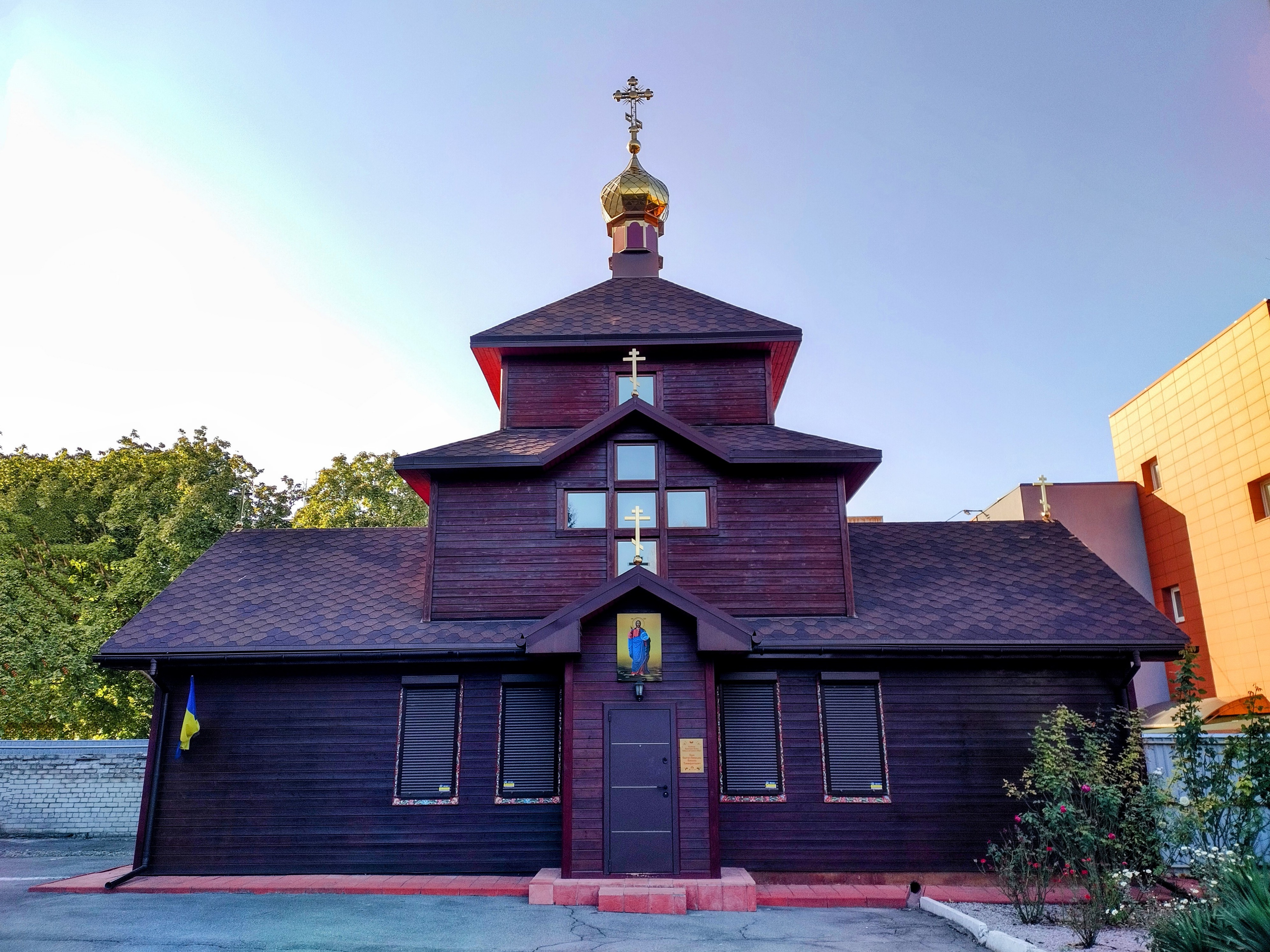
Храм Святого Спиридона Тримифунтського ПЦУ
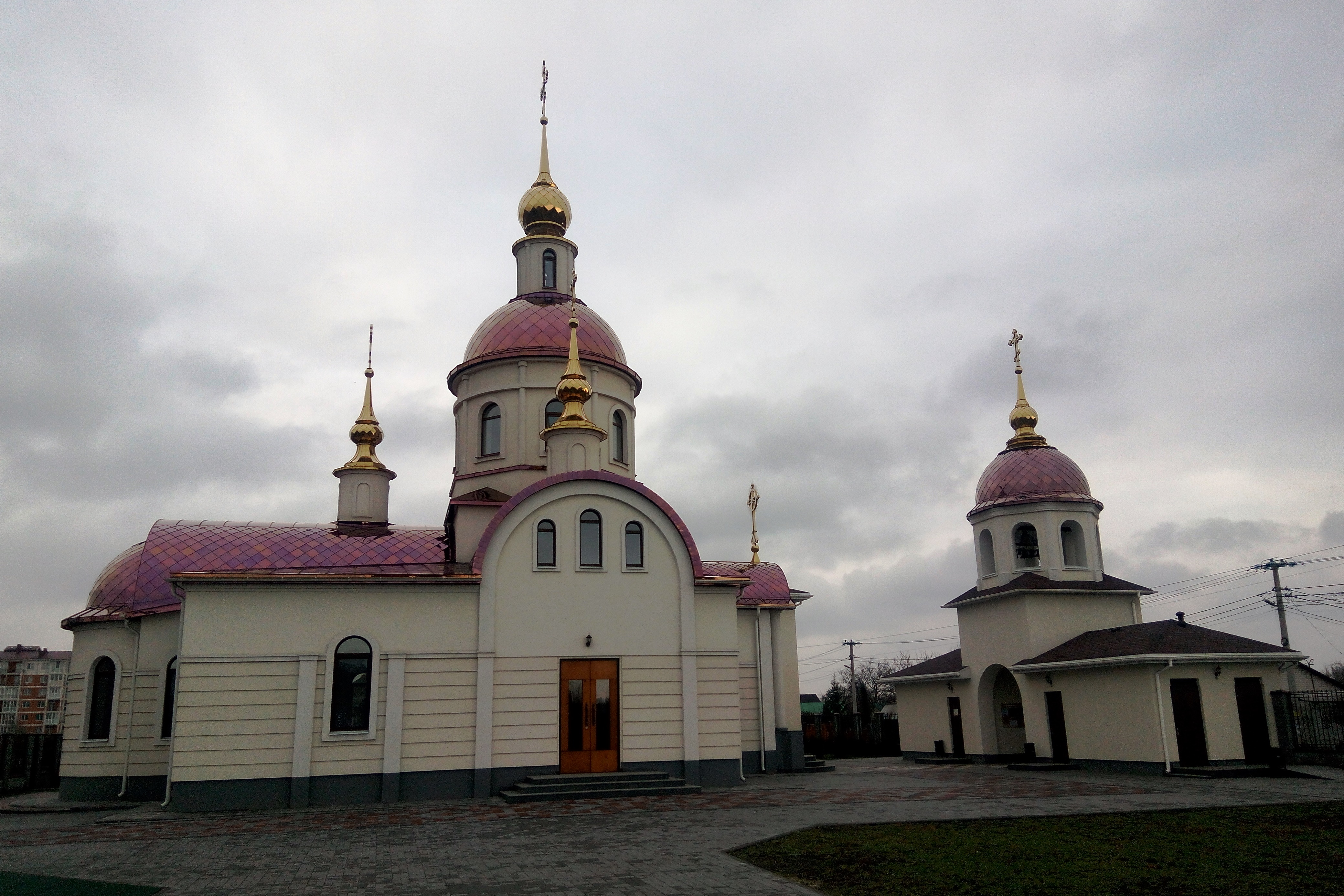
Храм преподобних Антонія і Феодосія Печерських ПЦУ
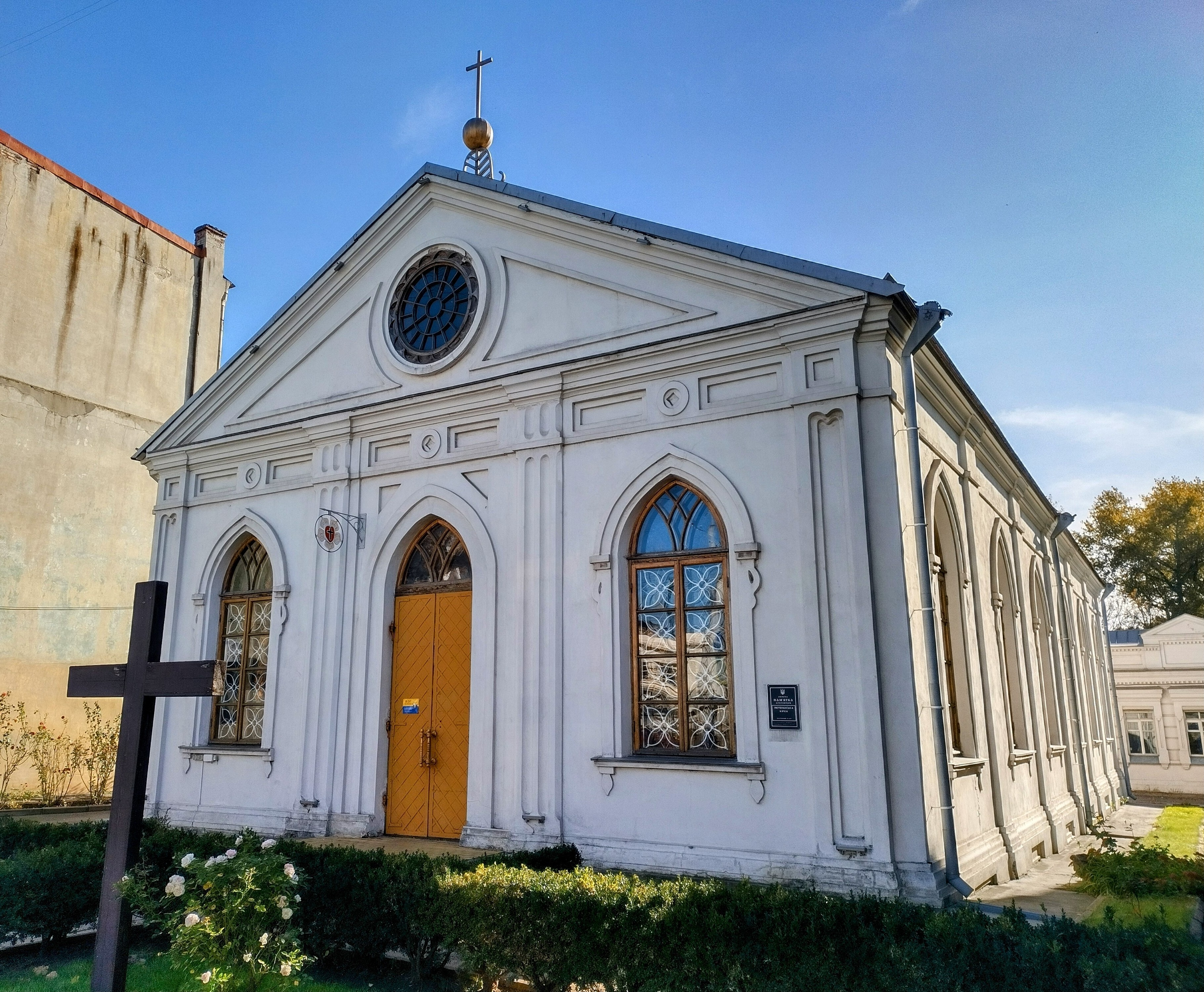
Євангелічно-лютеранська церква Святої Катерини

### Юдаїзм

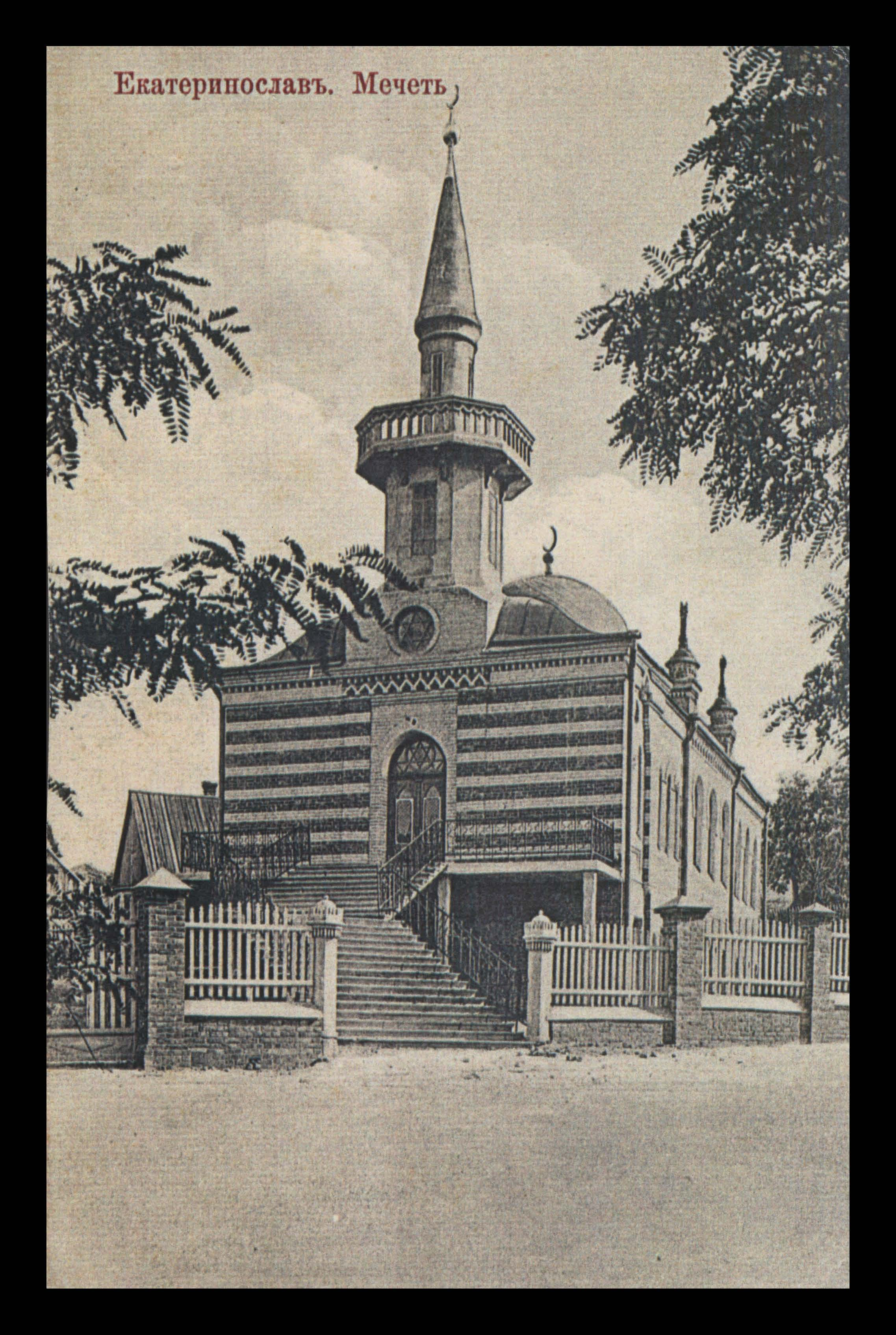
Історичне фото Катеринославської соборної мечеті. Належить громаді кримських татар «Промінь Ісламу»

## Архітектура та Пам'ятники

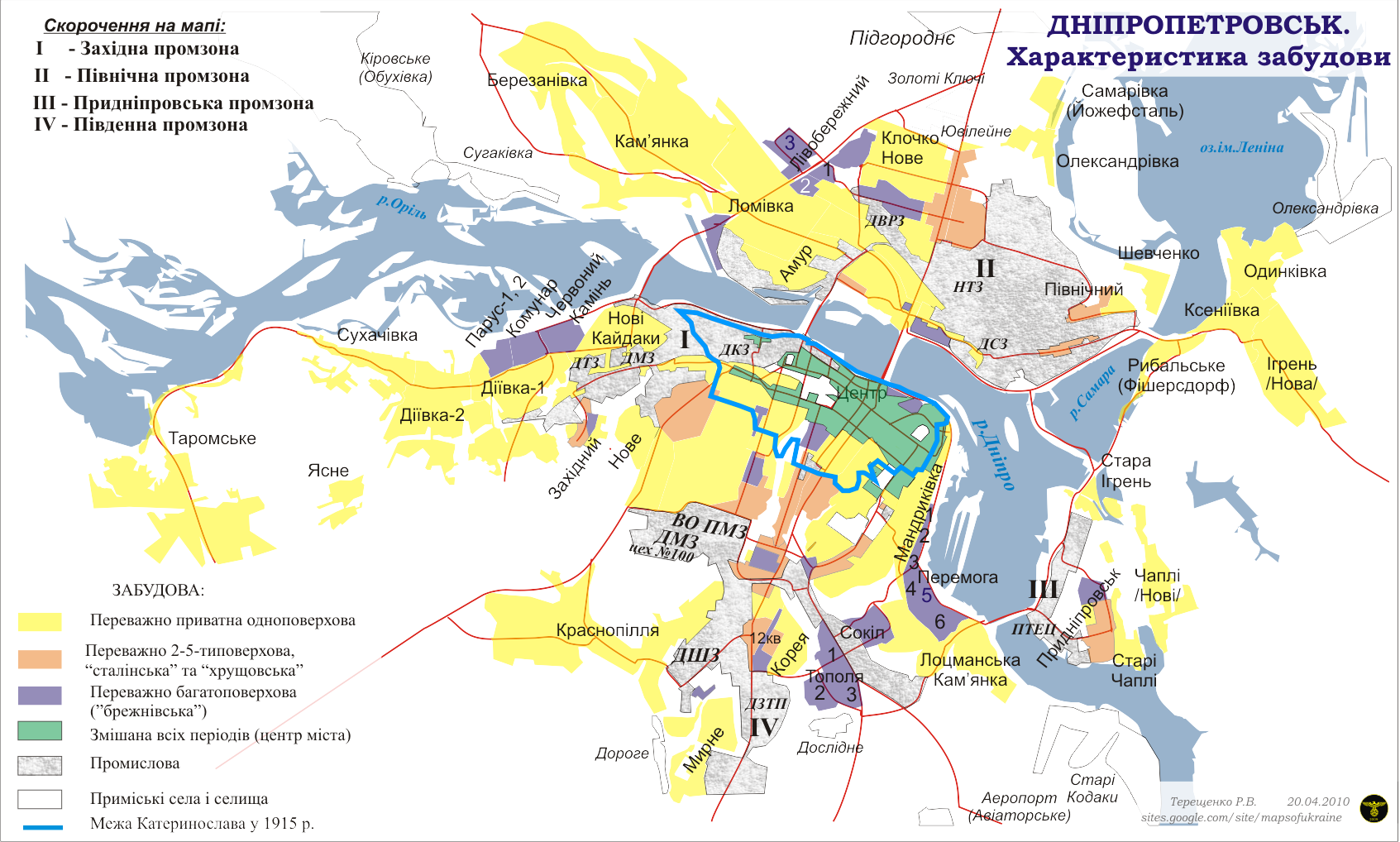
Дніпро. Характеристика забудови

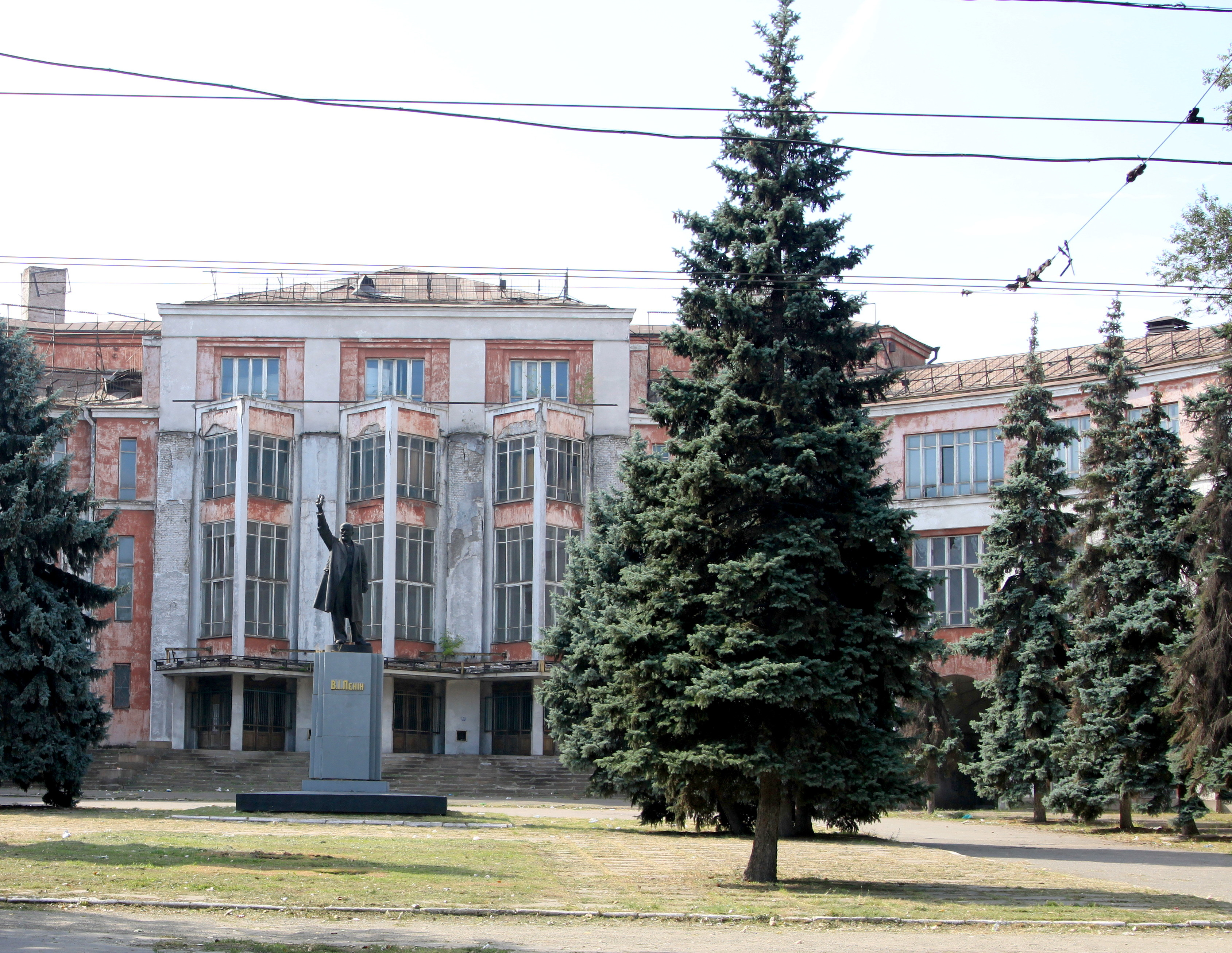
Палац праці — шедевр радянського конструктивізму. Нині — «Український дім»; перебуває у запустінні

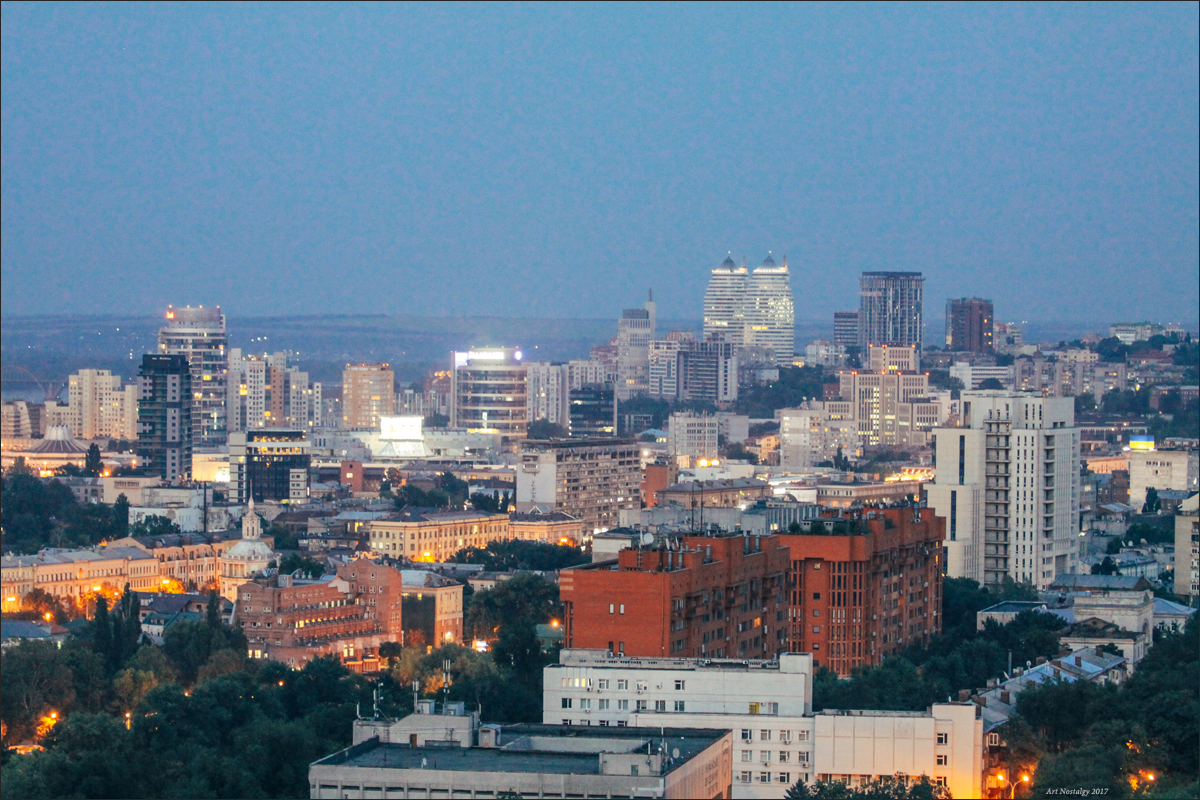
Центральна частина міста

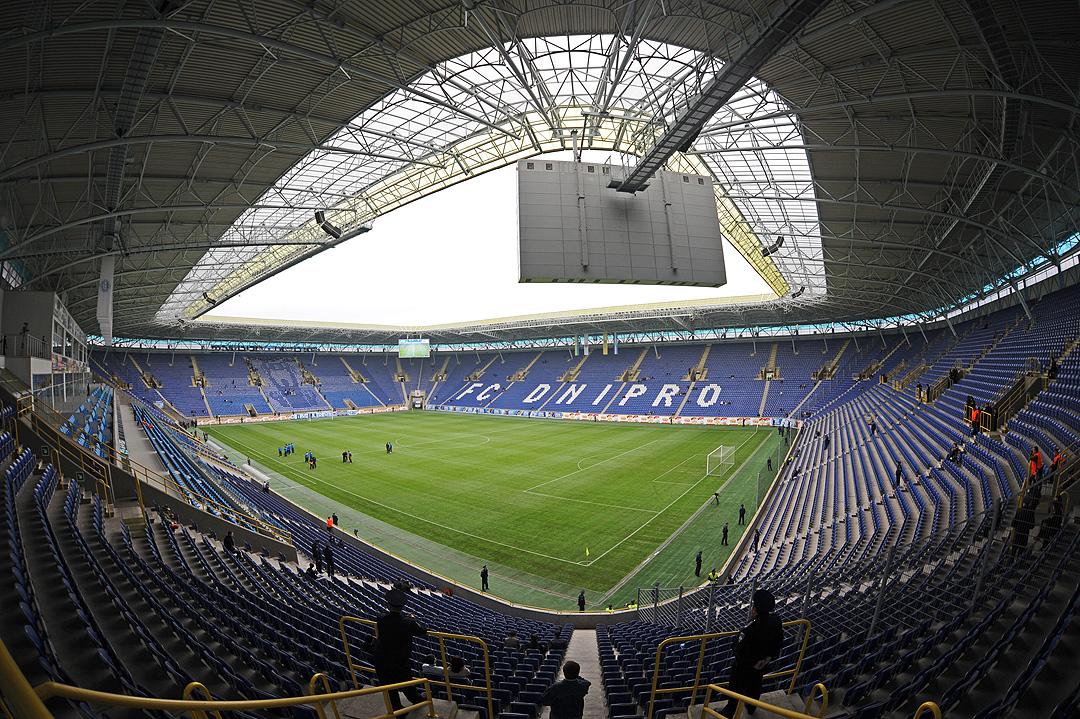
Дніпро-Арена

## Панорами міста

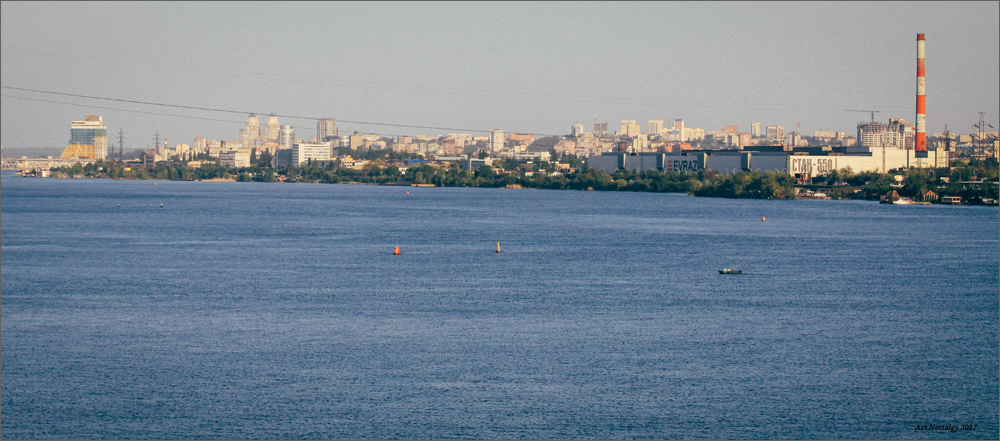
Панорама міста з Кайдацького мосту
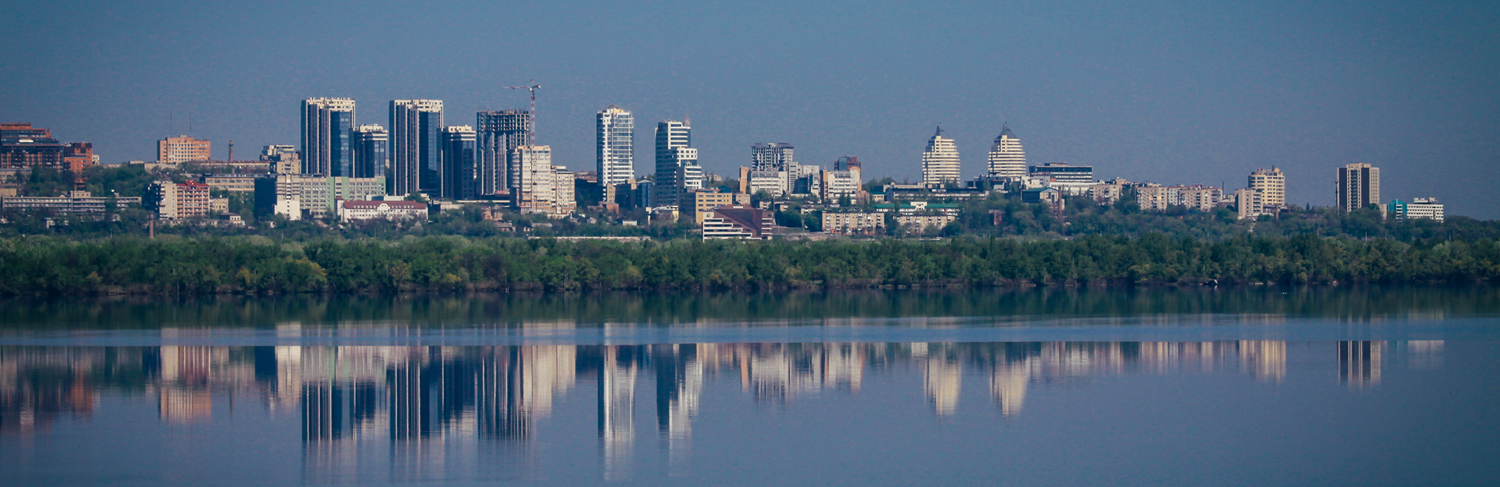
Панорама міста з боку Південного мосту
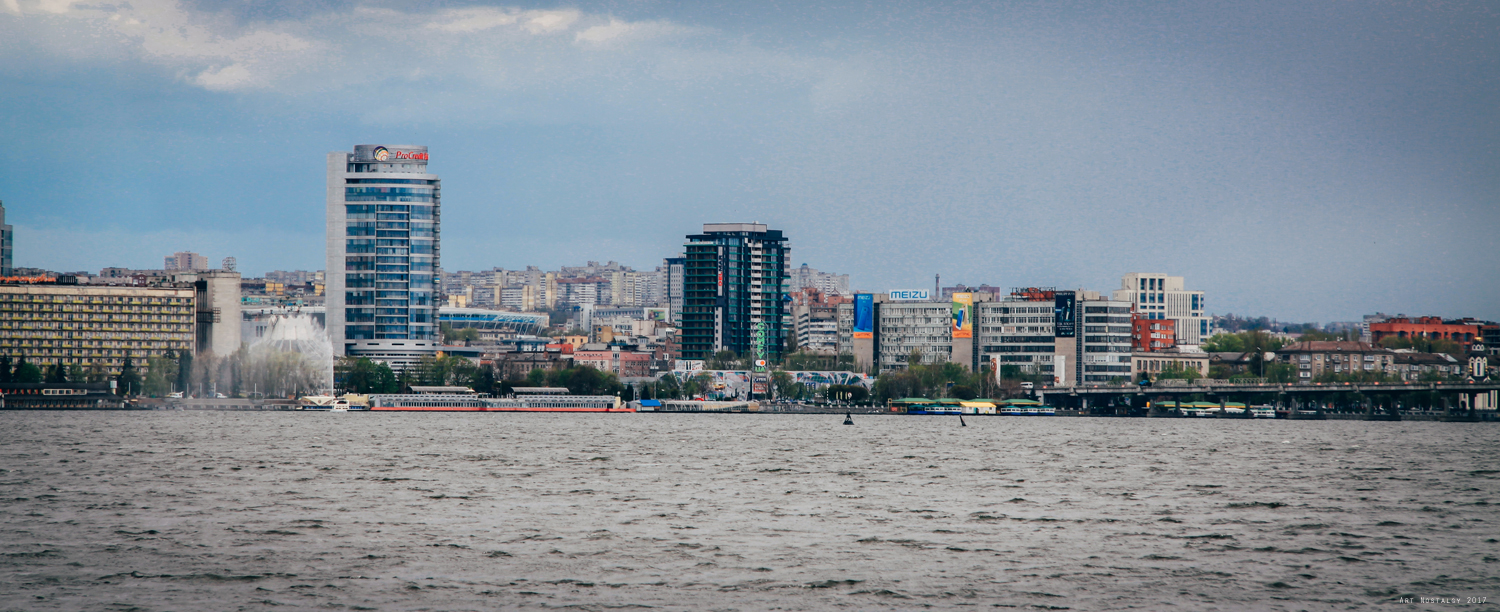
Ділова частина міста

### Радянський період

#### Ранній СРСР
Протягом перших п'ятирічок було, в основному, відновлено, а надалі стало одним з центрів сталінської індустріалізації.
19 липня 1926 року Катеринослав було перейменовано на Дніпропетровськ (на честь діяча комуністичної партії Григорія Петровського, який відбував у місті заслання)[неавторитетне джерело].
У 1920-х роках до складу міста було включено робітничі селища на лівому берегу Дніпра — Амур, Нижньодніпровськ, Мануйлівку, Сахалін тощо.
Для робітників у 1925 році було побудовано селище ім. Фрунзе (нині одноповерхова забудова в районі пр. Петровського/І. Мазепи).
На початку 1930-х років в Дніпропетровську побудовано низку вищих навчальних закладів, зокрема Інженерно-будівельний інститут; Інститут інженерів залізничного транспорту.
У 1933 році був складений перший радянський генеральний план Дніпропетровська, згідно з яким передбачався інтенсивний розвиток лівобережжя, а річка Дніпро мала стати елементом центральної частини міста. Планувалося будівництво набережної. Також було намічено будівництво ще двох мостів через Дніпро — в центрі і в районі Нових Кайдаків, а також мостів через балки на правобережжі. Планом передбачалася квартальна система забудови, а також знесення у центрі малоцінної забудови. На виконання цього плану у 1935 році по мосту через Дніпро на лівий берег було прокладено трамвайну колію.
У 1939 році в місті було відкрито величезний стадіон «Сталь», споруджений на місті міського цвинтаря (з 1949 — стадіон «Металург»).
Населення міста з 1926 по 1939 зросло майже удвічі до більш ніж 500 тис. осіб.

#### Друга світова війна
1 вересня 1939 року почалася Друга світова війна, а 22 червня її складова 1941 — німецько-радянська війна. 25 серпня 1941 Дніпропетровськ окуповано німецькими військами. Тут розташувалась нацистська окупаційна адміністрація однойменної генеральної округи Райхскомісаріату Україна, а також Дніпропетровських міської (нім. Kreisgebiet Dnjepropetrowsk-Stadt) та земельної (нім. Kreisgebiet Dnjepropetrowsk-Land) округ. Окупаційна влада намагалася відновити життя міста, комунікації і промисловість[джерело?], зруйновані радянськими та німецькими військами. Це змогли зробити лише частково.
25 жовтня 1943 року після руйнівних обстрілів містом заволоділи радянські війська.

#### Повоєнна доба
Вже до 1945 року основні підприємства Дніпропетровська були відновлені. Того ж року розпочалося будівництво радіозаводу і автозаводу (з 1951 — ракетний завод, з 1966 — ПМЗ). У 1947 році стало до ладу підприємство електротехнічної промисловості «Енерговугілля» (згодом — завод шахтної автоматики). Того ж року у місті відкрито першу тролейбусну лінію «Центр-Вокзал». Було відновлено і розширено мережу електричного трамвая. У 1952 році на о. Чаплі було розпочато будівництво Придніпровської ТЕС і селища при станції (Придніпровськ), а у 1953 — заводу важких пресів, згодом — Шинного заводу.
Відновлювались також громадські і житлові будівлі. Так, у 1951 році закінчено будівництво нового залізничного вокзалу.
У центральній частині міста в 1966 було споруджено автомобільний міст через річку Дніпро.
У 1950-х роках місто будувалося у соцреалізмі. У 1960-ті роки розпочалося масове житлове будівництво. П'ятиповерхова «хрущовська» забудова з'явилась вздовж проспектів Івана Мазепи, Гагаріна, Богдана Хмельницького, Слобожанського (колишній — просп. ім. газети «Правда»), вулиці Тітова і т. д. У 1970-ті роки в Дніпрі вперше з'явилися багатоповерхові «спальні» райони «Перемога», «Тополя», «Сокіл», «Сонячний», «Червоний Камінь», «Парус», «Комунар» (нині — «Покровський»). На початку 1980-х — «Фрунзенський» (нині — «Ломівський» та «Кам'янський»), «Лівобережний», «Кротова». Внаслідок цього можливість покращити свої житлові умови отримали сотні тисяч дніпропетровців[джерело?].
Розвиток міста продовжувався до середини 1980-х, коли настала «перебудова».

### У незалежній Україні
Після падіння Радянського Союзу промисловість занепала, а масове житлове будівництво припинилось. У плачевному стані опинились міський комунальний транспорт, житлово-комунальна сфера та більшість доріг. Однак було добудовано новий автовокзал та Південний міст, реконструйовано центральний ринок «Озерку» і відкрито першу чергу метрополітену з 6 станцій довжиною 7,8 км (станом на 29.12.1995).
З початку нового тисячоліття з'явились деякі ознаки поліпшення становища міста, що знайшло відображення у будівництві нових окремих багатоквартирних житлових будинків, торгово-розважальних центрів, капітальному ремонті деяких вулиць.
Впродовж 2011—2013 років капітально відремонтовані основні магістралі міста — зокрема, Запорізьке шосе та пр. Слобожанський. Розпочалося будівництво об'їзної дороги. Навіть завершено її першу чергу — ділянку між Запорізьким і Криворізьким шосе. Проте криза, яка розпочалася в Україні у 2014 році, посилена наслідками тимчасової російської окупації частин Донецької та Луганської областей і анексії Криму, зашкодила подальшому розвитку країни і зокрема міста.
4 жовтня 2012 року відбулося урочисте відкриття нового заводу «Інтерпайп Сталь» (до 2012 — «Дніпросталь») корпорації «Інтерпайп» В. Пінчука. За даними керівників корпорації, «Інтерпайп Сталь» має стати найбільшим по потужності (1,32 млн т/рік колісних і трубних заготівок) електрокрицетопним комплексом в Європі. «Інтерпайп Сталь» — найбільший інвестиційний проєкт ($700 млн) за роки незалежності України і перший металургійний завод, побудований в Україні з нуля за останні 40 років.
Посаду мера у 1999—2014 рр. займав Іван Куліченко.
21 лютого 2014 року на центральній площі Дніпра на хвилі Революції Гідності під час акції «ленінопаду» було повалено пам'ятник Леніну. 01.03.2014 відбулася спроба захоплення міста симпатиками «російського світу», яка була успішно нейтралізована.
Завдяки впровадженню децентралізації, яка розпочалася в Україні після подій Євромайдану у 2014, місцеві бюджети отримали значні кошти (загалом по Україні збільшення з 68,6 млрд грн в 2014 до 275 млрд грн в 2019). Це дало змогу розпочати масштабні ремонти вулиць і парків міста, вуличного освітлення, системи зливової каналізації. Нового поштовху незабаром зазнало будівництво метрополітену.
У 2015 році капітально відремонтовано вул. Робочу і просп. Миру. Наприкінці листопада з'явилося рішення міської влади про перейменування низки вулиць Дніпропетровська (згідно з вимогами законодавства України про декомунізацію)[джерело?].
Наприкінці 2015 року відбулися вибори міського голови, які виграв колишній заступник голови місцевої ОДА Борис Філатов (на той час народний депутат України).
29 січня 2016 року активісти демонтували пам'ятник радянському функціонеру Григорію Петровському на Вокзальній площі.
У 2016 році успішно пройшли підготовчі процедури до освоєння кредиту ЄБРР на добудову 4 км першої гілки метрополітену (304 млн євро). Переможець тендеру компанія Limak (Туреччина) розпочала будівництво. Завершити 3 станції в середмісті планувалося до кінця 2024 року, проте це так і не було здійснено.
Протягом 2016 року продовжено ремонт основних магістралей міста — зокрема, відремонтовано вул. Калинову, вул. Маршала Малиновського, просп. Богдана Хмельницького.
10 травня 2016 року Верховна Рада України на виконання Закону України «Про засудження комуністичного та націонал-соціалістичного (нацистського) тоталітарних режимів в Україні та заборону пропаганди їхньої символіки» ухвалила рішення про перейменування міста Дніпропетровськ на Дніпро.
18 грудня 2016 року повідомлено рішення Уряду України про націоналізацію найбільшого дніпровського і українського банку — «ПриватБанк».
9 серпня 2017 року в медіацентрі «Інформатор» оголосили переможця конкурсу на найкращу концептуальну ідею марки міста та його логотипу.
У 2017—2019 роках тривав капітальний ремонт центрального («Нового») мосту через Дніпро. Восени 2021 з'явилася інформація про планування ремонту опор цього моста.
У листопаді 2020 року міським головою у 2-му турі переобрано Бориса Філатова.

#### Російсько-українська війна
Під час повномасштабного російського вторгнення в Україну місто зазнає регулярних ракетних обстрілів крилатими ракетами та запусками дронами-камікадзе з боку російських окупантів. Вночі 6 квітня 2022 року російські військові здійснили перший такий обстріл та завдали кілька ударів по Дніпровщині: влучили в нафтобазу та завод. Нафтобазу з пальним знищено. На заводі сталась сильна пожежа, зайнялось пальне. Пожежу на заводі вдалось приборкати лише через вісім годин. Минулось без жертв.
15 липня 2022 Росія завдала ракетний удар по місту та вбила трьох цивільних. 3 вересня о 2-й ночі українські військові збили всі 5 ракет «Калібр», що були запущені по Дніпру.
29 вересня 2022 року росіяни двічі нанесли ракетних ударів по місту Дніпро. В ніч на 29 вересня перший удар прийшовся по житлових кварталах. Чотири людини загинули, серед них двоє дітей, п'ятеро поранені. Повністю зруйновано кілька приватних осель, пошкоджено більше ніж 60 приватних будинків, кілька багатоповерхівок, ринок, автобуси, автівки та лінії електропередач. У вечорі під час другого удару одна людина загинула, п'ятеро поранені. Виникла пожежа на АТП, через що згоріли 52 автобуси, а 98 ушкоджені. Понівечено кілька багатоповерхівок, гімназію, магазин, адміністративні будівлі.
14 січня 2023 року внаслідок ракетного удару ВКС РФ по житловому масиву «Перемога» повністю зруйновано один з під'їздів 9 поверхового будинку. Рятувальна операція тривала 69 годин, було залучено 450 рятувальників. В результаті ракетної атаки загинуло 46 мешканців, серед жертв — 6 дітей.
24 червня 2025 року Росія завдала кілька ракетних ударів по Дніпру та Дніпропетровській області, унаслідок чого в місті загинула 21 людина, понад 300 дістали поранення.
Протягом війни Дніпро став одним з найбільших хабів для людей, що були вимушені покинути свої домівки через бойові дії: станом на літо 2022 року тут мешкало близько 100 000 вимушених переселенців. Також, до міста переїхав ряд підприємств, таких як Краматорський завод спеціального кріплення, Приазовський державний технічний університет з Маріуполя, швацький цех з Лисичанська, Донбаський державний педагогічний університет зі Слов'янська,, Сєвєродонецький центр первинної медико-санітарної допомоги та інші. Проте, через відносну близькість до лінії фронту, деякі заклади навпаки покинули місто. Наприклад, до Закарпаття було релоковано один з дніпровських дитячих будинків.

## Адміністрація

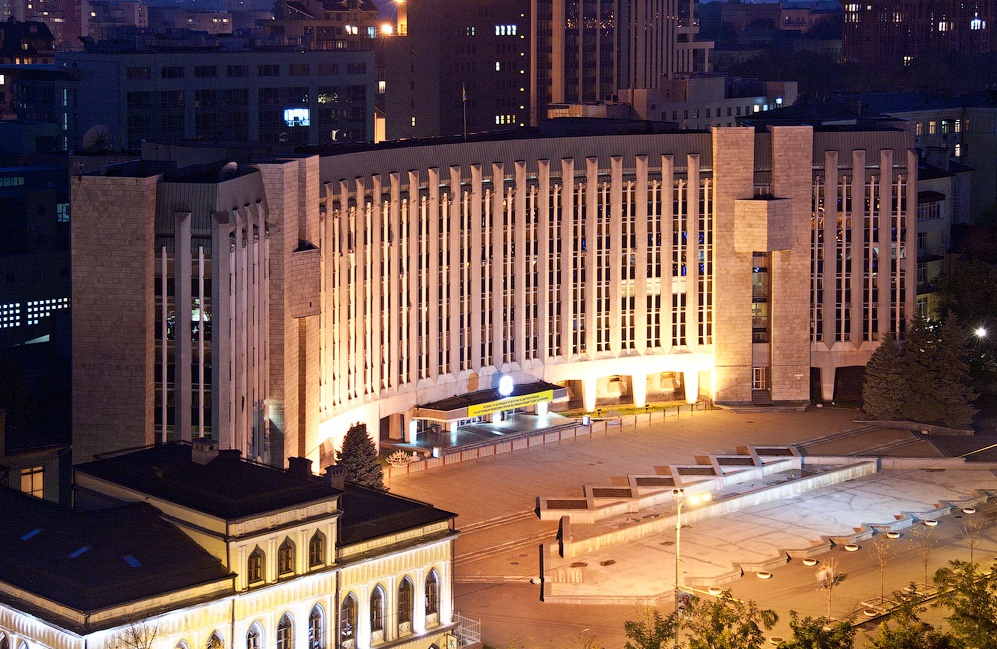
Дніпровська міська рада

### Устрій
Органом місцевого самоврядування є Дніпровська міська рада, яка обирається раз на 5 років в кількості 64 депутатів.
Їх представлено шістьма партіями: Пропозиція (22 депутатів), Опозиційна платформа — За Життя (13 депутатів), Слуга народу (9 депутатів), «Громадська сила» (8 депутатів), «Європейська Солідарність» (7 депутатів) та Блок Вілкула «Українська перспектива» (5 депутатів).
Виконавчу владу очолює міський голова та Виконавчий комітет, який складений з 14 осіб. Міським головою за результатами ІІ туру місцевих виборів 2020 є Борис Філатов від партії Пропозиція.
У листопаді 2010 в Дніпропетровську прем'єр-міністр Ізраїлю Шимон Перес відкрив найбільший у світі молебний дім руху Хабад на березі Дніпра (площа 4 га).

### Адміністративний поділ

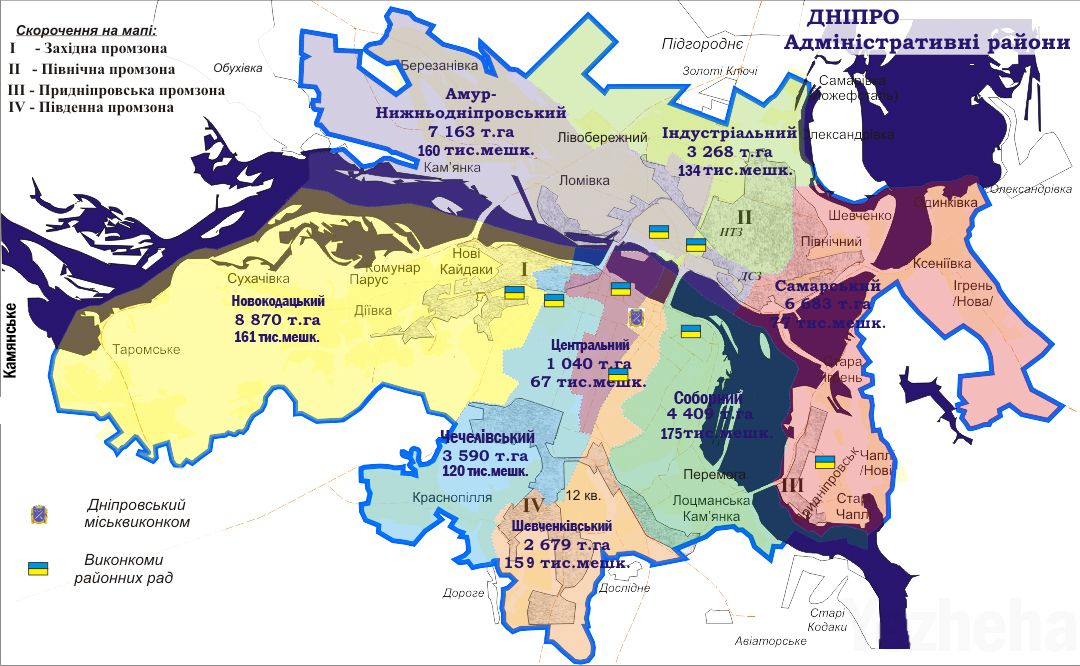
Адміністративний поділ Дніпра, (2021)

Наразі існує поділ міста Дніпра на 8 адміністративних районів. 5 — на правому березі р. Дніпро: Новокодацький, Центральний, Чечелівський, Соборний та Шевченківський. 3 — на лівому: Нижньодніпровський, Індустріальний та Самарський.
У підпорядкуванні міської ради також перебуває селище міського типу Авіаторське.
У XIX ст. Катеринослав був розділений на 3 адміністративні частини, що визначалися дією трьох поліційних частин. Спочатку вони мали номери: Перша, Друга (зараз Центральний район) і Третя частина. Згодом до них додалося означення «поліційна». Потім числові назви зникли, змінившись на Соборна, Дніпровська. У 1897 було вирішено збільшити число частин міста до 7: Соборна, Дніпровська, Троїцька, Воскресенська, Олександрівська, Брянська Кодацька і Фабрична. На початку 1920 місто було розділено на 5 районів включно із Задніпров'ям: Амур-Нижньодніпровський, Міський (у майбутньому Кіровський і згодом Жовтневий), Залізничний, Кодацький (у майбутньому Новокодацький) та Фабрично-Чечелівський (сучасний Чечелівський).

## Населення
Станом на 02.03.2025 населення налічувало орієнтовно 920 тисяч осіб. Серед міст України за чисельністю Дніпро посідає 5 місце.

### Національний склад
Національний склад населення Дніпра за даними переписів, %:
|          | 1926 | 1939 | 1959 | 1989 | 2001 |
| -------- | ---- | ---- | ---- | ---- | ---- |
| українці | 36,0 | 54,6 | 61,5 | 62,5 | 72,6 |
| росіяни  | 31,6 | 23,4 | 27,9 | 31,0 | 23,5 |
| євреї    | 26,8 | 17,9 | 7,6  | 3,2  | 1,0  |
| білоруси | 1,9  | 1,9  | 1,7  | -    | 1,0  |

Згідно з опитуваннями, проведеними USAID у 2017 році, українці становили 82 % населення міста, а росіяни — 13 %.

### Мовний склад
Рідна мова населення Дніпра за даними переписів, %
|            | 1897 | 1926 | 1989 | 2001 |
| ---------- | ---- | ---- | ---- | ---- |
| українська | 15,8 | 20,4 | 41,7 | 46,5 |
| російська  | 41,8 | 63,8 | 57,0 | 53,1 |
| єврейська  | 35,4 | 13,0 | 0,1  | -    |

Рідна мова населення Дніпра (без смт Таромське) за даними перепису 2001 року:
| Мова       | Чисельність, осіб | Відсоток, % |
| ---------- | ----------------- | ----------- |
| російська  | 559 483           | 53,08 %     |
| українська | 483 435           | 45,87 %     |
| Інше       | 3 416             | 0,03 %      |
| вірменська | 2 263             | 0,02 %      |
| білоруська | 1 264             | 0,01 %      |
| циганська  | 492               | ?           |
| молдовська | 250               | ?           |
| болгарська | 139               | ?           |

Рідна мова у районах Дніпра та населених пунктах міськради за переписом 2001, %
|                             | українська | російська | вірменська |
| --------------------------- | ---------- | --------- | ---------- |
| Амур-Нижньодніпровський р-н | 52,6       | 46,6      | 0,1        |
| Шевченківський р-н          | 41,9       | 57,0      | 0,1        |
| Соборний р-н                | 39,4       | 59,5      | 0,1        |
| Індустріальний р-н          | 42,1       | 57,2      | 0,2        |
| Центральний р-н             | 37,0       | 61,9      | 0,1        |
| Чечелівський р-н            | 47,0       | 51,9      | 0,3        |
| Новокодацький р-н           | 53,3       | 45,4      | 0,6        |
| Самарський р-н              | 51,7       | 47,5      | 0,2        |
| Таромське                   | 88,5       | 11,0      | 0,04       |
| Дніпро                      | 46,5       | 52,5      | 0,2        |

Українська мова є єдиною офіційною мовою міста.
Згідно з опитуванням, проведеним USAID у 2017 році, українською вдома розмовляли 9 % населення міста, російською — 63 %, обома мовами однаково — 25 %.
Згідно з опитуванням, проведеним Міжнародним республіканським інститутом у квітні-травні 2023 року, українською вдома розмовляли 27 % населення міста, російською — 66 %.
Згідно з опитуванням, проведеним Міжнародним республіканським інститутом у квітні-травні 2024 року, українською вдома розмовляли 63 % населення міста, російською — 85 % (на відміну від опитування 2023 року було дозволено вибір кількох варіантів).

## Економіка
Перебуваючи столицею величезної південної губернії, Катеринослав розвивався як звичайний провінційний сільськогосподарський центр. Тільки з відкриттям наприкінці XIX ст. Криворізького залізорудного родовища почався інтенсивний розвиток міста. В цей період діяло близько 170 великих та малих заводів і фабрик. Величезні прибутки промисловців зумовили швидкий розвиток міської інфраструктури та благоустрій території міста.
На початку XX ст. промисловість продовжувала розвиватись і у 1930-ті місто перетворилось на потужний індустріальний центр.

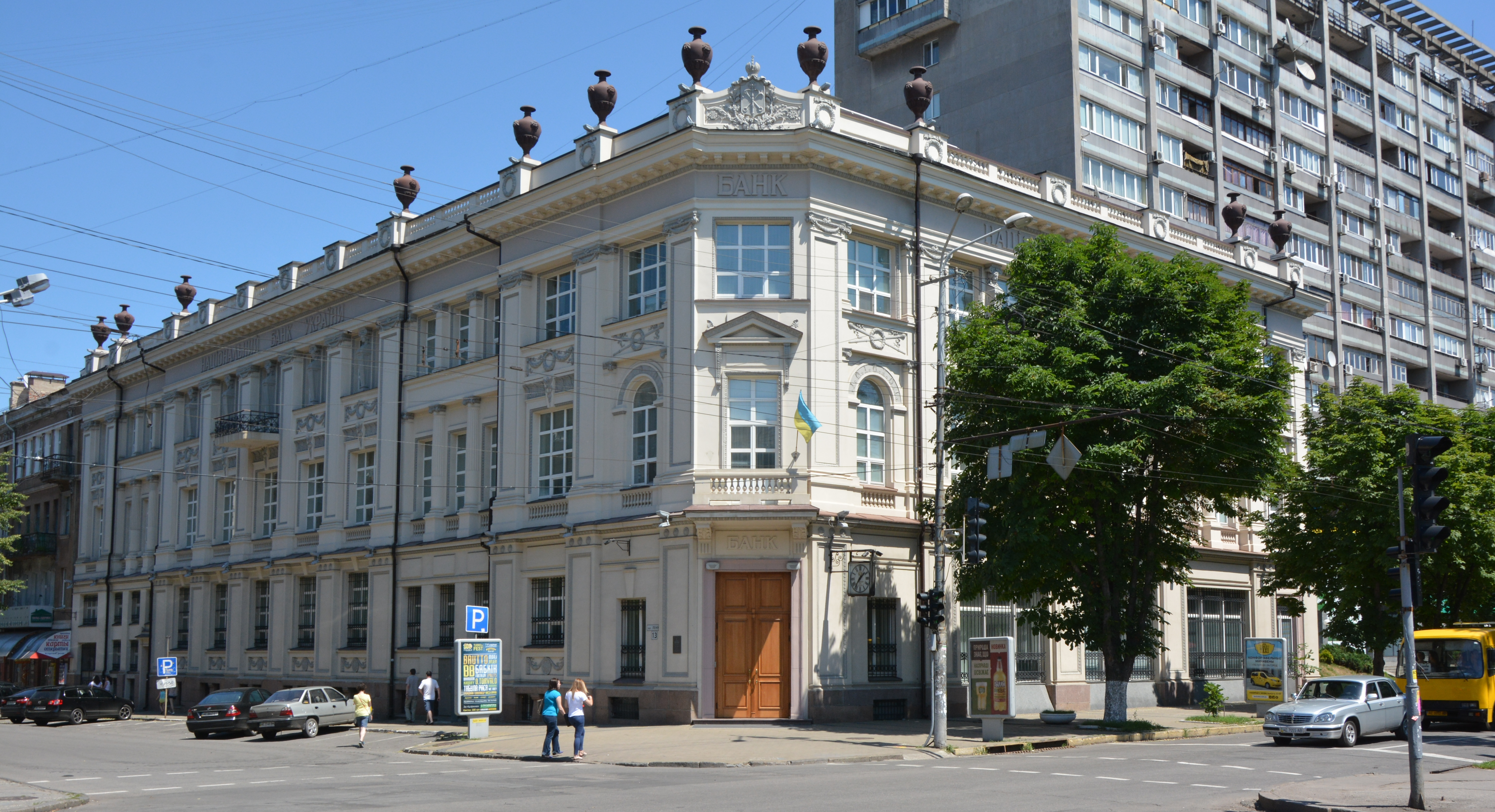
Відділення НБУ в Дніпрі

Дніпро є одним з провідних фінансових центрів України. Місто займає одне з провідних місць на фондовому ринку країни — працюють 2 фондові біржі. Активно розвивається ринок страхових послуг.
Будівельний комплекс за своїми виробничими потужностями, величиною основних фондів, кількістю робітників перебуває на 2 місці в Україні. На території міста працює понад 150 підрядно-монтажних будівельних організацій різних форм власності, 56 проєктних і пошукових організацій, 540 малих будівельних підприємств, які виконують роботи з проєктування, будівництва та ремонту. Широке використання сучасних будівельних технологій та матеріалів дає можливість надати місту з 233-літньою історією сучасний вигляд. Господарчий комплекс складають більше ніж 20 тис. підприємств. У 1993 була заснована мережа АТБ-Маркет, нині одна з найбільших у країні.
Місто має потужний промисловий потенціал, який характеризується високим рівнем розвитку важкої індустрії. На більш ніж 200 промислових підприємствах 13 галузей виробляється 4,5 % всієї промислової продукції України.

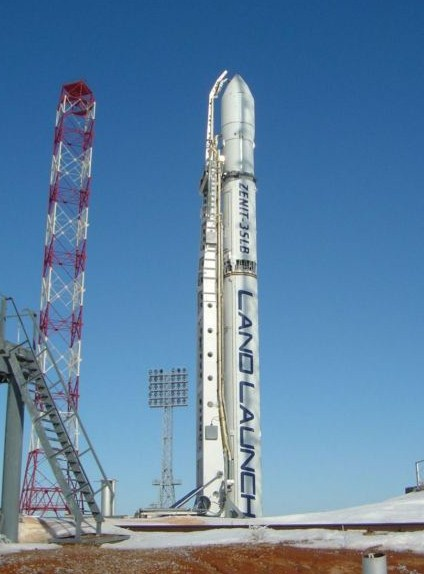
Зеніт-3SLБ на стартовому майданчику

У 2009 промислові підприємства міста реалізували продукції більш ніж на 30 млрд грн (30,0 % від загального обсягу продукції, реалізованої в області).
Основа промисловості міста — металургійний комплекс. Продукція галузі становить 6,9 % від загального обсягу виробництва чорної металургії України. Зокрема: труб — 51,4 %, сталі — 5,3 %, чавуну — 5,0 %, прокату — 4,4 %, коксу — 4,0 %. Основні підприємства галузі — відкриті акціонерні товариства: «Дніпровський металургійний завод», «Дніпрококс», «Комінмет», «Дніпровський трубний завод», «Нижньодніпровський трубопрокатний завод».
Машинобудівна та металообробна галузь промисловості міста у загальнодержавному виробництві машинобудівного комплексу становлять 10,5 %. Найбільш розвинутими є металургійне, транспортне, електротехнічне, гірничо-шахтне і гірничорудне, будівельно-шляхове й комунальне, хімічне і полімерне машинобудування, верстатобудування. Лідерами
галузі є: відкриті акціонерні товариства «Дніпровський машинобудівний завод», «Дніпроважмаш», «Дніпропрес», «Дніпровагонрембуд», науково-виробниче об'єднання «Дніпровський електровозобудівний завод». Продукція галузі — трактори, преси, вагоноопрокидувачі, шлаковозні чаші, трамваї, тролейбуси, магістральні електровози.
Дніпро — один зі світових центрів ракетно-космічного будування. Виробниче об'єднання «Південний машинобудівний завод» та Конструкторського бюро «Південне» розробили і виготовляють екологічно чисті ракетоносії «Зеніт» та космічні апарати з унікальними можливостями, беруть участь в реалізації проєкту «Морський старт» у складі міжнародного консорціуму чотирьох країн (США, Росії, України, Норвегії). Хімічна галузь — це 7 підприємств. Продукція: лакофарбові матеріали, мінеральні добрива, гумотехнічні вироби для багатьох галузей — космічної, повітряного транспорту. Виготовляються понад 80 типорозмірів шин, зокрема великогабаритних та низького тиску для сучасної сільськогосподарської техніки, які експортуються у 30 країн світу. Продукція галузі становить 7,5 % від обсягів виробництва хімічної та нафтохімічної промисловості України. Розвинуті легка, харчова та переробна промисловості. В місті виробляється 5,6 % від обсягу виробництва продуктів харчування в Україні.
У Дніпрі розташований головний офіс найбільшого в Україні банку — ПриватБанку, який входив у приналежну Ігорю Коломойському і Геннадію Боголюбову групу Приват, але банк вже перейшов в державну власність через розкрадання його активів самими власниками. До групи безпосередньо або опосередковано входить більш як 100 підприємств в Україні та світі. Її головний конкурент — Інтерпайп, металургійна компанія, що спеціалізується на виробництві труб і коліс для залізничного транспорту. Її засновником є Віктор Пінчук.
Зовнішньоекономічна діяльність, яка здійснюється майже з 130 країнами світу. Обсяг експортно-імпортних операцій становить понад 7 % загального зовнішньоторговельного обігу України. Експортний потенціал міста в основному становить продукція підприємств чорної металургії, машинобудування, хімічної, харчової та легкої промисловості, а імпортують в місто, головним чином, природний газ, нафтопродукти, продукція машинобудування.

## Інфраструктура

### Транспорт
Містом проходить низка важливих транспортних коридорів, серед них М04E50, Н08, Н11, Н31. У Дніпрі працює п'ять мостів через річку Дніпро.

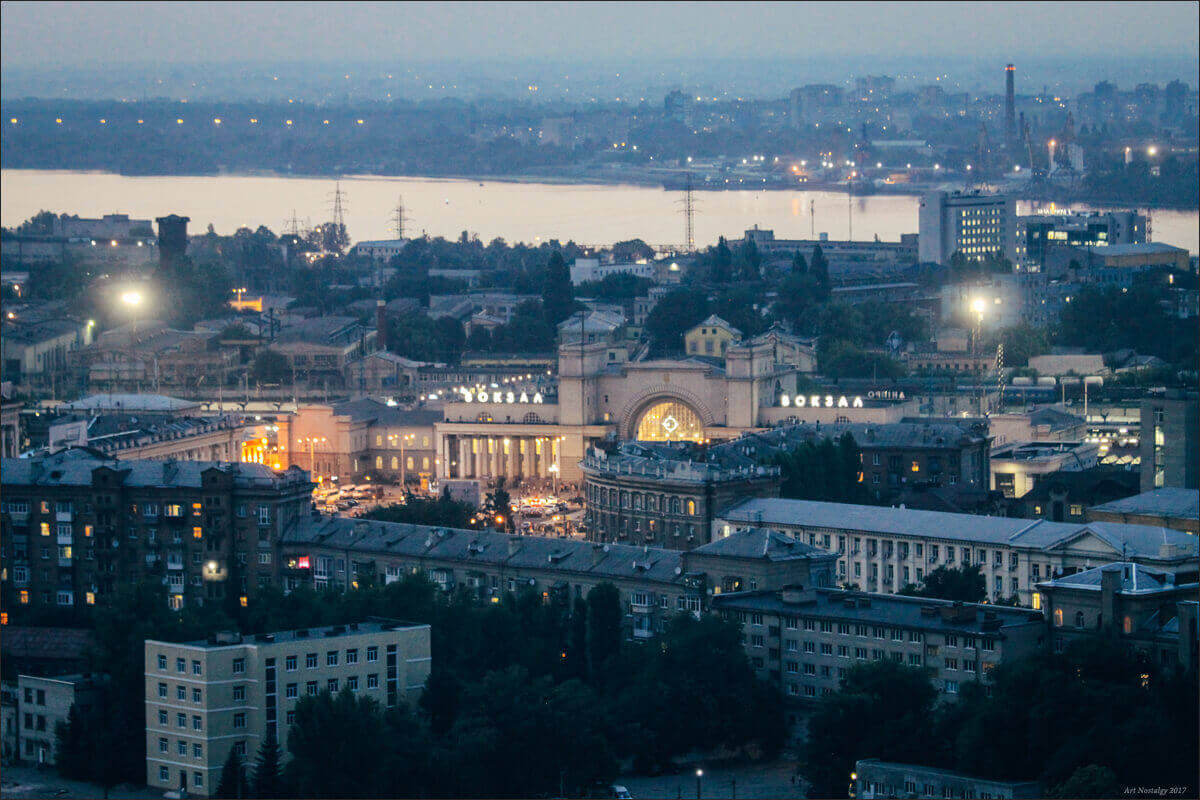
Вокзальна площа з висоти пташиного польоту

Сучасний Дніпро є важливим залізничним вузлом та центром Придніпровської залізниці. Дніпро-Головний — головна пасажирська залізнична станція. Основними транспортними потоками, що проходять через Дніпро, є напрямки Донбас — Західна Україна, Київ — Крим та Одеса — Миколаїв — Херсон — Москва.
2003 року денні потяги «Столичний експрес» були впроваджені на ділянці Київ — Дніпро. Відтак практично було закладено підвалини розвитку нового виду транспорту: вже згодом денні прискорені поїзди завоювали значну прихильність у пасажирів. «Південний експрес», що щоденно курсував між Дніпром та Сімферополем виключно вдень до 2014 року,  за 4,5-5 годин доїжджав до Сімферополя.
11 листопада 2012 року розпочато рух швидкісних електропотягів «Інтерсіті+» сполученням Дніпро — Київ. З 26 травня 2013 року «Укрзалізниця» продовжила маршрут потяга сполученням Київ — Дніпро до Запоріжжя, а іншого «Інтерсіті+» до станції Покровськ.

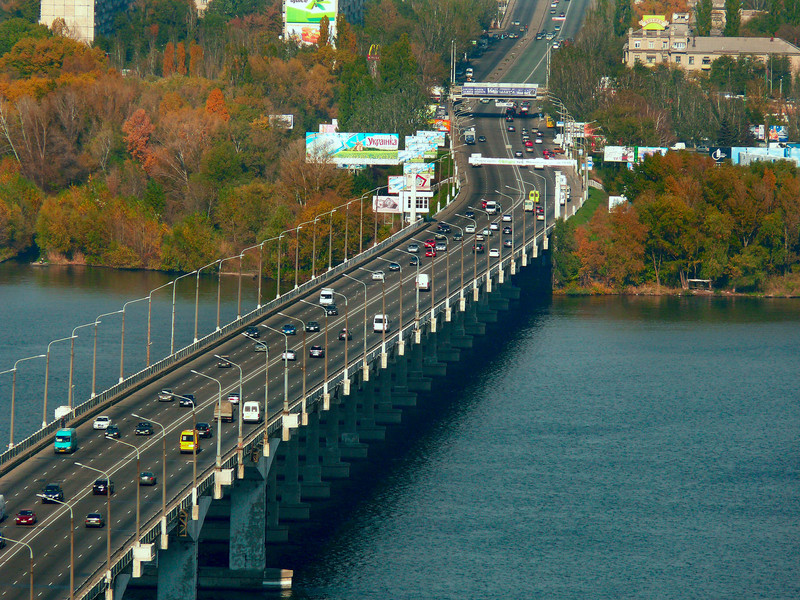
Центральний міст

У місті працює Дніпровська дитяча залізниця.
Міжнародний аеропорт «Дніпро» розташований за 15 км від центру міста, сполучає Дніпро (станом на 2019 р.) з такими аеропортами, як Київ, Львів, Відень, Тель-Авів, Тбілісі; також здійснюються чартерні рейси до відомих курортів Туреччини (Анталія), Єгипту (Шарм-еш-Шейх), Греції, Кіпру, Болгарії (Бургас), Грузії (Батумі). 2516 пасажирів можуть щоденно вилітати з аеропорту. У ньому базувалася компанія «Дніпроавіа», що була головним перевізником регіону.
Дніпровський річковий порт забезпечує суднам типу «річка—море» прямі міжнародні перевезення вантажів з виходом у Чорне море.

Станція метро «Металургів»

Дніпровський метрополітен, який став до ладу 29 грудня 1995 року — один із найкоротших у Європі. Має усього 6 станцій. Він сполучає центральний залізничний вокзал Дніпра із західною промисловою зоною та житловими масивами Червоний Камінь і Покровський. Керівники цього виду транспорту у Дніпрі нарікають на неспроможність витримувати конкуренцію з маршрутками і трамваями. Оператор — Управління Дніпровського метрополітену. Наразі ведуться роботи з будівництва ділянки завдовжки 2,4 км від станції «Вокзальна», заплановано відкриття трьох станцій: «Театральна», «Центральна» та «Історичний музей». Відкриття дільниці заплановано до 2023 року. У Державному бюджеті України на 2019 рік було заплановано виділення 1 млрд 392 млн гривень на продовження будівництва метрополітену. У перспективі також планується будівництво другої лінії.

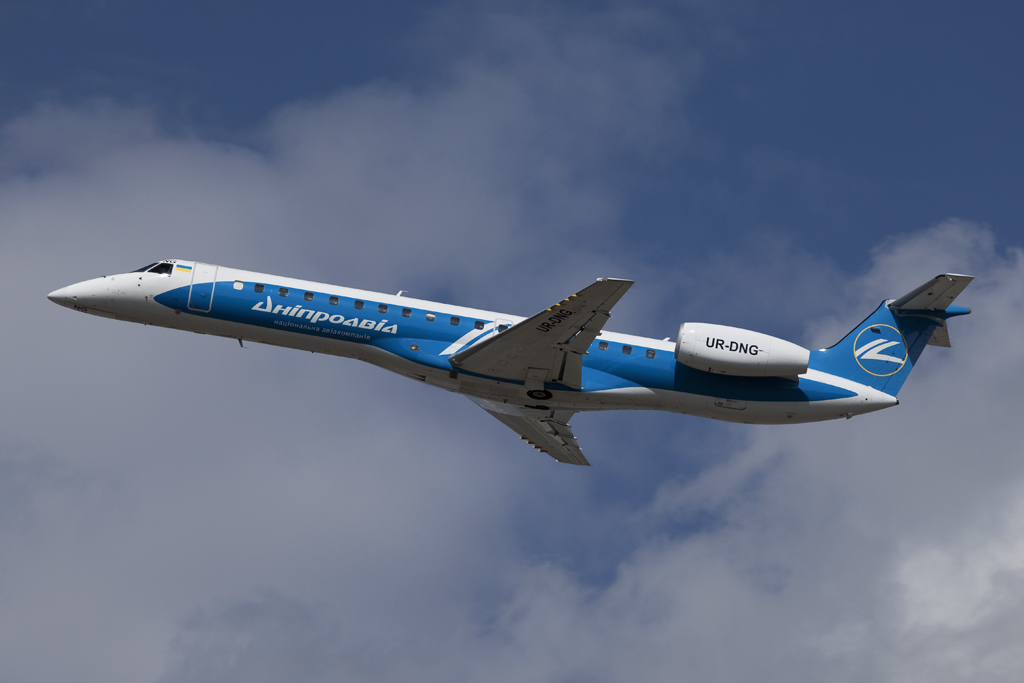
Dniproavia Embraer ERJ 145

Основним видом громадського транспорту з кінця 1990-х у місті є маршрутне таксі. У майбутньому можливе відродження парку автобусів великої місткості, рух яких на деяких маршрутах вже частково запроваджено.
У 1897 році Катеринослав став третім містом Російської імперії з електричним трамваєм. Золоті роки існування дніпровського трамвая припадають на 1970—1980-ті роки. Нині в місті працює 12 маршрутів трамвая. За останні роки закриті 6 маршрутів.

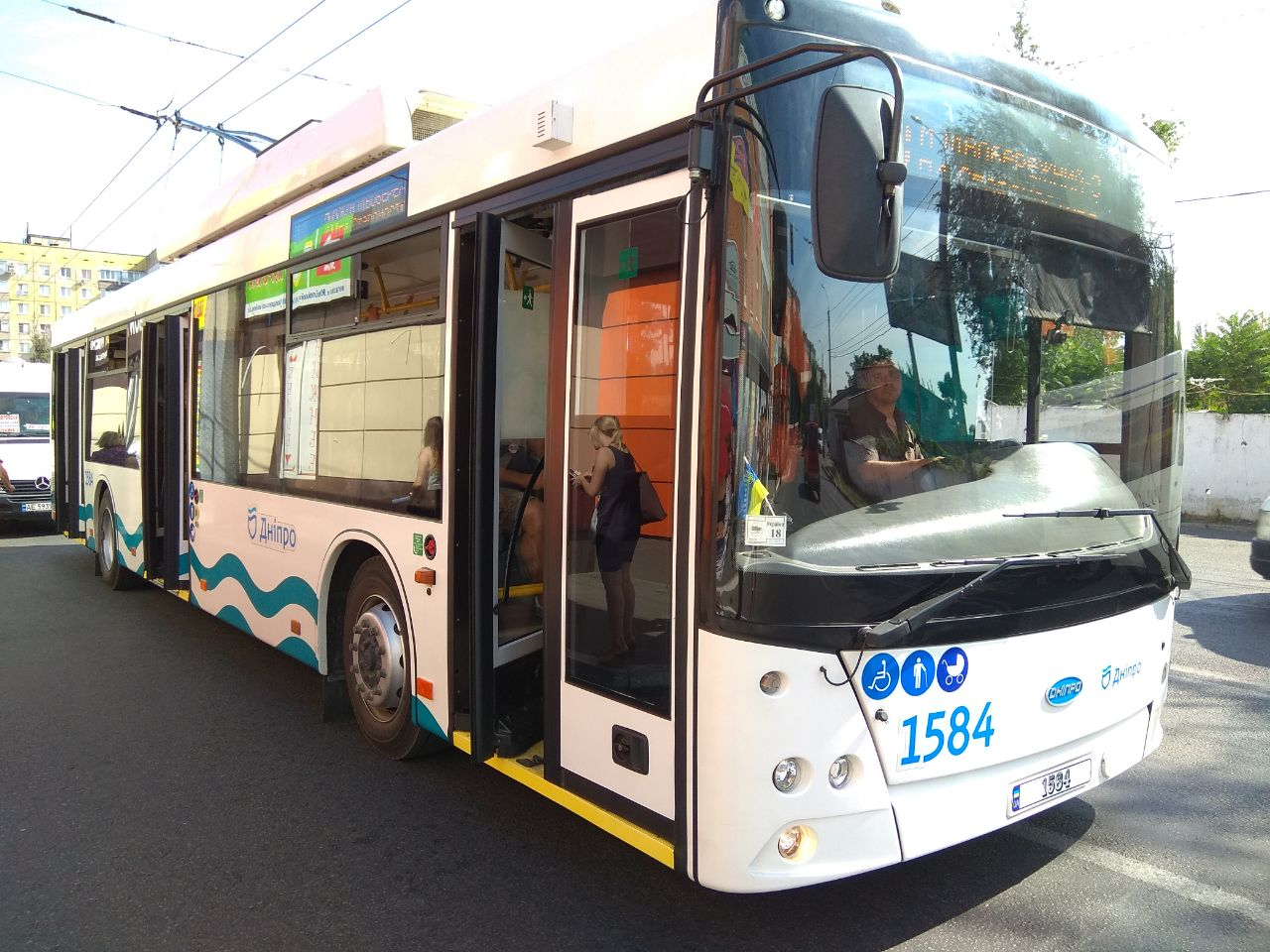
Дніпро Т203 у корпоративних кольорах «Дніпровського електротранспорту»

7 листопада 1948 року у Дніпрі відкрито тролейбусний рух. У подальші роки тролейбусна система сильно розширилася, але у 2000-ні роки дещо скоротилася — зокрема, було закрито маршрути № 13 (Центр — ж/м «Комунар»), № 6 (ДНУЗТ — Шинний завод), контактну мережу на них демонтовано. Нині у місті працює 20 маршрутів. Наприкінці 2017 року відкрито тролейбусний маршрут № 2 (вул. Глінки — ж/м «Парус-2») та № 14 (вул. Глінки — ж/м «Сонячний»), який став першим маршрутом у місті та в Україні, де курсують тролейбуси Дніпро Т203 з можливістю автономного ходу. 8 вересня 2018 року відкрито тролейбусний маршрут № 21 «Площа Соборна — ж/м Сокіл-2».
У вересні 2019 року відкрито новий тролейбусний маршрут на ж/м «Сонячний». 12 вересня 2020 року вперше відкрито тролейбусний маршрут від Соборної площі до житлового масиву Придніпровський, який отримав № 6. Маршрут обслуговують тролейбуси Дніпро Т203 та БКМ-321 з опцією автономного ходу. Запуск тролейбусного маршруту розв'язало системну проблему, яка існувала ще з моменту забудови житломасиву, де нині проживає більш ніж 23 тисяч мешканців міста.

### Сфера послуг
У місті зареєстровано 13 677 об'єктів торгівлі, зокрема 4210 магазинів і 1322 підприємства громадського харчування. У Дніпрі працюють 100 супермаркетів, зокрема 4 гіпермаркети, 68 торгових центрів і 50 великих спеціалізованих магазинів. Крім того, на території міста функціонують 70 ринків, на яких щомісяця реалізується більше 2 тис. тонн сільгосппродукції. За перше півріччя 2013 року товарообіг склав 244 мільйони гривень, що перевищує аналогічний показник 2012 року на 31,8 мільйона гривень (15,0 %). Щодня ринки міста відвідують близько 100 тис. покупців.
Фактичний обсяг роздрібного товарообігу підприємств торгівлі та ресторанного господарства міста в 1 кварталі 2013 року склав майже 4,5 мільярда гривень. Дніпро займає перше місце серед обласних центрів країни по забезпеченості населення торговими площами магазинів. На одну тисячу жителів припадає 834 м² торгової площі.

У місті акредитовані або мають філії 44 державних та приватних банків
Діє 26 лікарень на 6520 місць, п'ять — дитячих. Мережа амбулаторно-поліклінічних закладів включає 25 самостійних амбулаторно-поліклінічних закладів та 119 амбулаторно-поліклінічних підрозділів, 12 центрів первинної медичної допомоги, 5 поліклінік та 7 стоматологій. Це місце роботи 4,5 тис. лікарів та понад 7 тис. молодших спеціалістів. Дніпропетровська область — один з регіонів медичної реформи.

## Освіта і наука

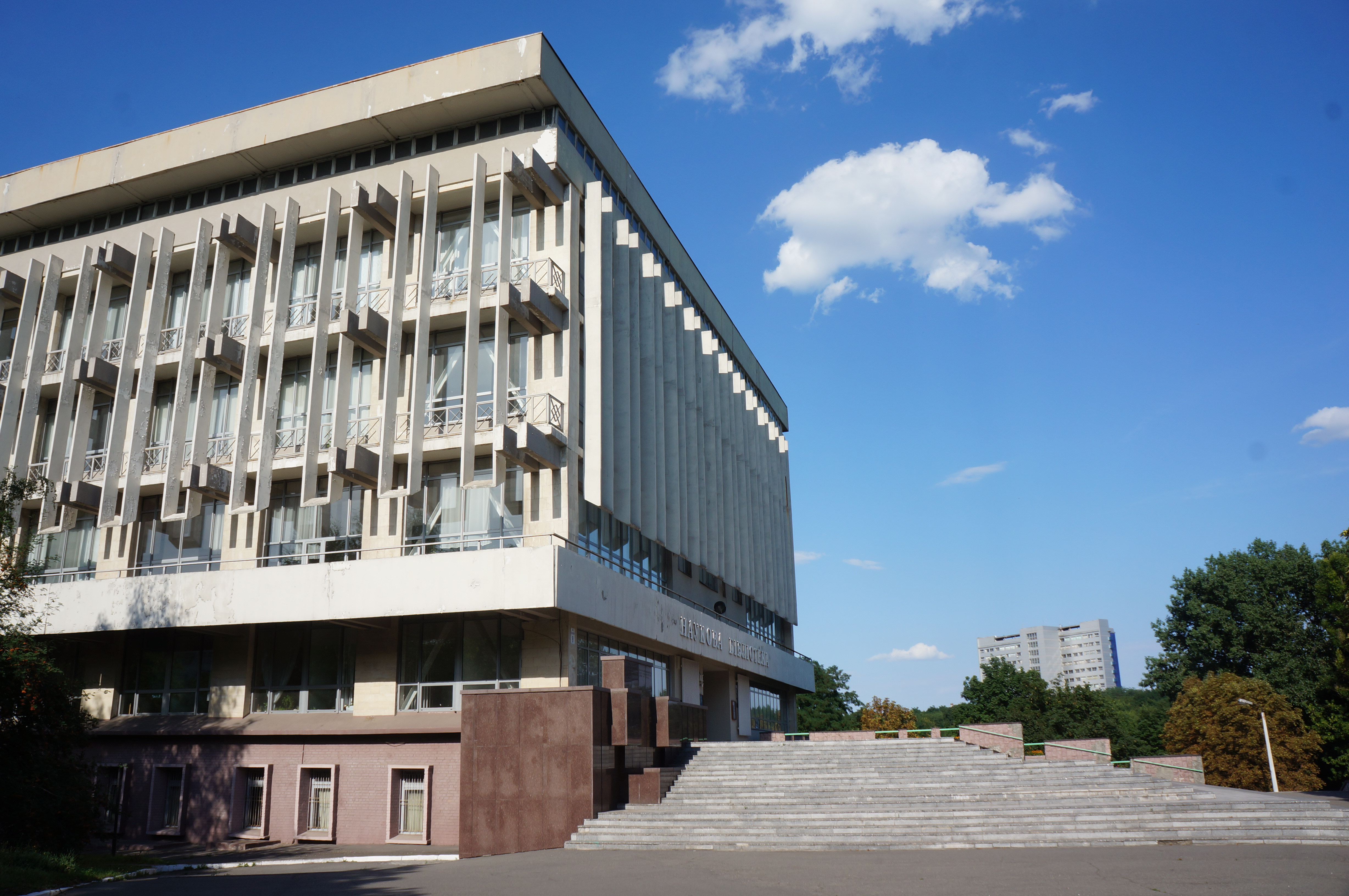
Дніпровський національний університет ім. Олеся Гончара (Бібліотека)

У місті Дніпро функціонують 163 закладів освіти, до числа яких крім загальноосвітніх шкіл входять гімназії, ліцеї, школи-інтернати та спеціалізовані заклади для хворих дітей. У місті функціонують 17 спеціалізованих шкіл. Динамічний розвиток міста та освітнього процесу спонукає до виникнення мережі спеціалізованих шкіл, ліцеїв, гімназій. У місті, наприклад, є юридичний ліцей та міжнародні школи — Британська міжнародна школа та Українсько-американський ліцей. Крім того, у Дніпрі 174 дитячі садки та 34 позашкільних закладів освіти, зокрема 21 центр позашкільної роботи, Будинки творчості, Центр допризовної підготовки молоді, 13 спортивних шкіл. 87 міських закладів освіти стали експериментальними закладами Всеукраїнського та регіонального рівнів.

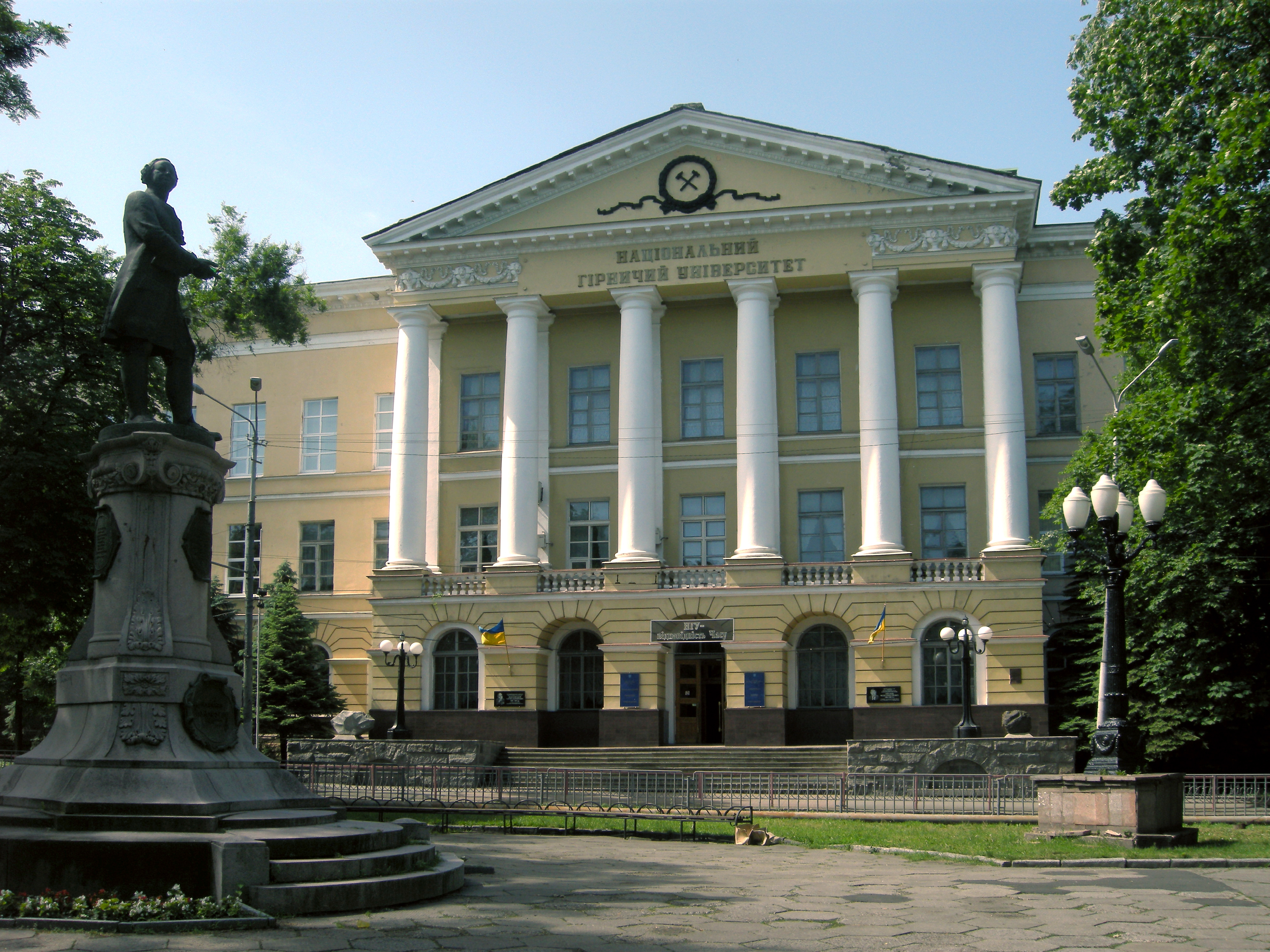
Національний технічний університет «Дніпровська політехніка»

Дніпровський вишівський регіон поєднує 38 закладів вищої освіти. За рейтингом ЗВО «Топ-200 Україна» Національний технічний університет «Дніпровська політехніка» посів 6 місце, а Дніпровський національний університет імені Олеся Гончара — 14 місце Гірничий університет створений у 1899 році як Катеринославське вище гірниче училище, став першим вишем міста. Інші відомі заклади:
Університети:
- Дніпровський національний університет імені Олеся Гончара
- Національний технічний університет «Дніпровська політехніка»
- Дніпровський національний університет залізничного транспорту
- Український державний хіміко-технологічний університет
- Дніпровський державний аграрно-економічний університет
- Дніпровський державний медичний університет
- Дніпровський державний університет внутрішніх справ
- Університет митної справи та фінансів
- Дніпровський університет імені Альфреда Нобеля
- Дніпровський гуманітарний університет

Академії:
- Національна металургійна академія України
- Придніпровська державна академія будівництва та архітектури
- Придніпровська державна академія фізичної культури і спорту
- Міжрегіональна академія бізнесу та права

Інститути:
- Дніпропетровський регіональний інститут державного управління НАДУ при Президентові України
- Дніпровська академія музики
- Державний інститут підготовки та перепідготовки кадрів промисловості
- Дніпровський державний інститут технічного навчання
- Дніпровський медичний інститут традиційної і нетрадиційної медицини
- Інститут чорної металургії імені З. І. Некрасова НАН України

Дніпро — один із найбільших наукових центрів України. У ньому зосереджено багато науково-дослідних та проєктно-конструкторських організацій і перед усім: Придніпровський науковий центр Національної академії наук України та її інститути геотехнічної і технічної механіки; чорної металургії; транспортних систем і технологій, проблем природокористування і екології. Науковці вирішують багатопланові завдання від формування і реалізації космічної програми України до створення енергоощадних екологічно чистих технологій у гірничій справі, металургійній, хімічній промисловості, будівництві, сільському господарстві. Багато проєктів, які розроблені та впроваджені дістали світове визнання і швидко знайшли практичне застосування. За досягнення на рівні світової науки вченим міста неодноразово присуджувались як міжнародні, так і Державні премії України в галузі науки і техніки.

## Засоби масової інформації

### Друковані
- «Наше місто»
- «Вісті Придніпров'я»
- «Дніпровська правда»
- «Дніпро Вечірній»
- «Горожанин»
- «Лица»
- «Зоря»
- «Золотий фонд України»
- «Теленеделя»

### Телебачення
- Суспільне Дніпро
- 11 канал
- ІРТ
- ОТВ
- Дніпро TV
- Телеканал D1
- Розпакуй TV (загальнонаціональний телеканал)

### FM-радіостанції
На території міста в межах радіочастот FM-діапазону мовлення здійснюють 24 всеукраїнські, одна релігійна та регіональні радіостанції:
| № з/п | Назва                    | Логотип | Юридична особа                           | Ліцензія              | Інтернет мовлення, Мовлення (Регіони) | Частота, МГц | Потужність, кВт | Адреса вежі                         | Передавач                                                   | RDS |
| ----- | ------------------------ | ------- | ---------------------------------------- | --------------------- | ------------------------------------- | ------------ | --------------- | ----------------------------------- | ----------------------------------------------------------- | --- |
| 1     | Українське радіо. Дніпро |         | АТ «НСТУ»                                | L11-01052             |                                       | 87,5         | 0,5             | вул. Телевізійна 3                  | ДФКРРТ                                                      | |
| 2     | Радіо Культура           |         | АТ «НСТУ»                                | L11-01063             |                                       | 88,1         | 1               | просп. Олександра Поля 93           | ДФКРРТ                                                      | |
| 3     | Radio Relax              |         | ТОВ "Мюзікрадіо"                         | L11-00628             | Radio Relax (Дніпро)                  | 88,5         | 1               | просп. Олександра Поля 93           | ДФКРРТ                                                      | |
| 4     | Radio Jazz               |         | ТОВ «Ч К»                                | L11-01684             |                                       | 89,3         | 0,1             | вул. Телевізійна 3                  | ДФКРРТ                                                      | |
| 5     | Перець FM                |         | ТОВ РК "Клас"                            | L11-01718             |                                       | 89,7         | 0,25            | вул. Олеся Гончара, 5               |                                                             | |
| 6     | Мелодія FM               |         | ТРК "Радіо Кохання"                      | L11-00029             | Мелодія FM (Дніпро)                   | 90,1         | 0,5             | просп. Олександра Поля 93           | ДФКРРТ                                                      | |
| 7     | Radio ROKS               |         | ТОВ ТРК "Медіа ФМ"                       | L11-00654             | Radio ROKS (Дніпро)                   | 90,5         | 0,25            | просп. Олександра Поля 93           | ДФКРРТ                                                      | |
| 8     | Радіо «Мегаполіс»        |         | ТОВ РК УПР "Співдружність"               | L11-00066             |                                       | 90,9         | 1               | просп. Олександра Поля 93           | ДФКРРТ                                                      | FM 90.9 / RADIO MEGAPOLIS DNIPRO Tel: 073 401 4141 виконавець - пісня, під час новин: Novini година-хвилина (dynamic) ***** Pop Music + AF + PI code: 62F8                                                           |
| 9     | Radio NV                 |         | ТОВ ТРК "Радіо-Ера"                      | L11-00051             |                                       | 91,4         | 0,5             | вул. Телевізійна 3                  | ДФКРРТ                                                      | RADIO NV / DNIPRO ***** News + RT: RADIO NV DNIPRO EFIR: +380442370353 REKLAMA: 0564014141 + PI Code: 62D3 + AF |
| 10    | Авторадіо                |         | ТОВ "Авторадіо Україна"                  | L11-01686             |                                       | 92,9         | 1               | вул. Панікахи 1                     | труба                                                       | AVTO / Radio 92.9MHz Dnipro Tel: 0 800 332-708 (dynamic) ***** Pop Music + PI code: 62F9 |
| 11    | конкурс від 17/07/2025   |         |                                          |                       |                                       | 98,1         | 0,5             | вул. Телевізійна, 3                 | ДФКРРТ                                                      | |
| 12    | Люкс FM                  |         | ПрАТ ТРК "Люкс"                          | L11-00422             |                                       | 100,5        | 1               | просп. Олександра Поля 93           | ДФКРРТ                                                      | LUX FM / 100.5 FM / LUX FM / 100.5 FM / TEL. 056 / 7171700 ***** Pop Music + PI Code: 1047 + CT + AF: 89.6; 89.9; 90.0; 91.5; 92.9; 96.0; 99.5; 101.1; 101.2; ...                                                    |
| 13    | Радіо Байрактар          |         | ТОВ ТРО "Радіо Україна"                  | L11-00609             | Радіо Байрактар (Дніпро)              | 101,1        | 1               | просп. Олександра Поля 93           | ДФКРРТ                                                      | BAYRKTR ***** Pop Music + PI code: 62E3 |
| 14    | Радіо «П'ятниця»         |         | ТОВ "Новий обрій"                        | L11-00204             |                                       | 101,5        | 1               | вул. Панікахи 1                     | труба                                                       | 101.5MHz / Radio P`iatnytsia Dnipro (dynamic) ***** Pop Music + PI Code: 6211 + AF |
| 15    | Хіт FM                   |         | ТОВ ТРК "Медіа маркет"                   | L11-00151             | Хіт FM (Дніпро)                       | 102,0        | 2               | просп. Олександра Поля 93           | ДФКРРТ                                                      | |
| 16    | Europa Plus Дніпро       |         | ТОВ ТРК "Скіфія"                         | L11-00863             |                                       | 102,5        | 0,5             | вул. Архітектора Олега Петрова 24-А | Придніпровська Державна Академія Будівництва та Архітектури | EUROPA / PLUS / DNEPR / REKLAMA / 063 / 125-1025 / 067 / 125-1025 / EUROPA / PLUS / REKLAMA / 099 / 125-1025 / EUROPA / PLUS 067 / 125-1025 ***** NEWS + RT: DNIPRO EUROPA+ 102,5 FM ***** PI Code: 7210 + AF + DATE |
| 17    | Наше радіо               |         | ТОВ "Наше радіо"                         | L11-00354             | Наше радіо (Дніпро)                   | 102,9        | 1               | просп. Олександра Поля 93           | ДФКРРТ                                                      | NASHE / RADIO DNIPRO 102.9MHz Tel: 056 401-4141 (dynamic) ***** Pop Music + PI Code: 7258 + TP + AF |
| 18    | DJFM                     |         | ТОВ РК "Класик Радіо"                    | L11-00057             |                                       | 103,3        | 1,2             | вул. Олеся Гончара, 5               |                                                             | DJFM + RT: DJFM - Reklama 097 2369 000 - djfm.ua ***** Pop music ***** PI code: 62DA + AF |
| 19    | Power FM                 |         | ПП "Нова хвиля"                          | L11-00088             |                                       | 104,0        | 1               | вул. Олеся Гончара, 5               |                                                             | POWERFM ***** Country + RT: POWERFM - Reklama 097 2369 000 - powerfm.ua ***** PI Code: 62D9 + Date + AF |
| 20    | Радіо Промінь            |         | АТ «НСТУ»                                | L11-01064             |                                       | 104,8        | 1               | просп. Олександра Поля 93           | ДФКРРТ                                                      | |
| 21    | Шлягер FM                |         | ТОВ ТРК "Радіо Хвиля"                    | L11-00020 / L11-00448 |                                       | 105,3        | 2               | вул. Олеся Гончара, 5               |                                                             | SHLAGER + RT: Shlager - Reklama 097 2369 000 - shlager.fm ***** Pop music ***** PI code: 62D8 + AF |
| 22    | Champion Radio           |         | ТОВ "ФМ МЕДІА ЦЕНТР"                     | L11-00001             |                                       | 105,8        | 1               | просп. Олександра Поля 93           | ДФКРРТ                                                      | Champion ***** PI Code: 6438 |
| 23    | Країна ФМ                |         | ПрАТ РК "ГАЛА"                           | L11-00552             |                                       | 106,4        | 0,5             | просп. Олександра Поля 93           | ДФКРРТ                                                      | |
| 24    | Kiss FM                  |         | ТОВ ТРК "Чарівний світ" / ПП ТРК "АТОЛЛ" | L11-00491 / L11-00492 | Kiss FM (Дніпро)                      | 106,8        | 3               | просп. Олександра Поля 93           | ДФКРРТ                                                      | KISS FM ***** Other Music + RT: Radio Data System: Radio Text message: message number one (two/three/four) + PI Code: 1894                                                                                           |
| 25    | Інформатор FM            |         | ТОВ "Радіо Мікс"                         | L11-00635             |                                       | 107,3        | 1               | вул. Телевізійна 3                  | ДФКРРТ                                                      | U LISTEN / виконавець - пісня / INF.FM / PEKLAMA / 068 / 288 0808 / час + RT: Informator FM / Виконавець - Пісня + DATE (CT) + PI Code: 60C7 + TP                                                                    |
| 26    | Радіо Maximum            |         | ТОВ ТРК "Праймедіа"                      | L11-00186             |                                       | 107,7        | 1               | просп. Олександра Поля 93           | ДФКРРТ                                                      | RADIO / MAXIMUM / 107.7 FM ***** Pop Music + PI Code: 1021 |

### УКХ-мовлення
| № з/п | Назва            | Частота, МГц | Потужність | Адреса вежі        | Передавач |
| ----- | ---------------- | ------------ | ---------- | ------------------ | --------- |
| 1     | «Радіо Еммануїл» | 70,37        | 1          | вул. Телевізійна 3 | ДФКРРТ    |

## Культура

### Музика, театр і кіно

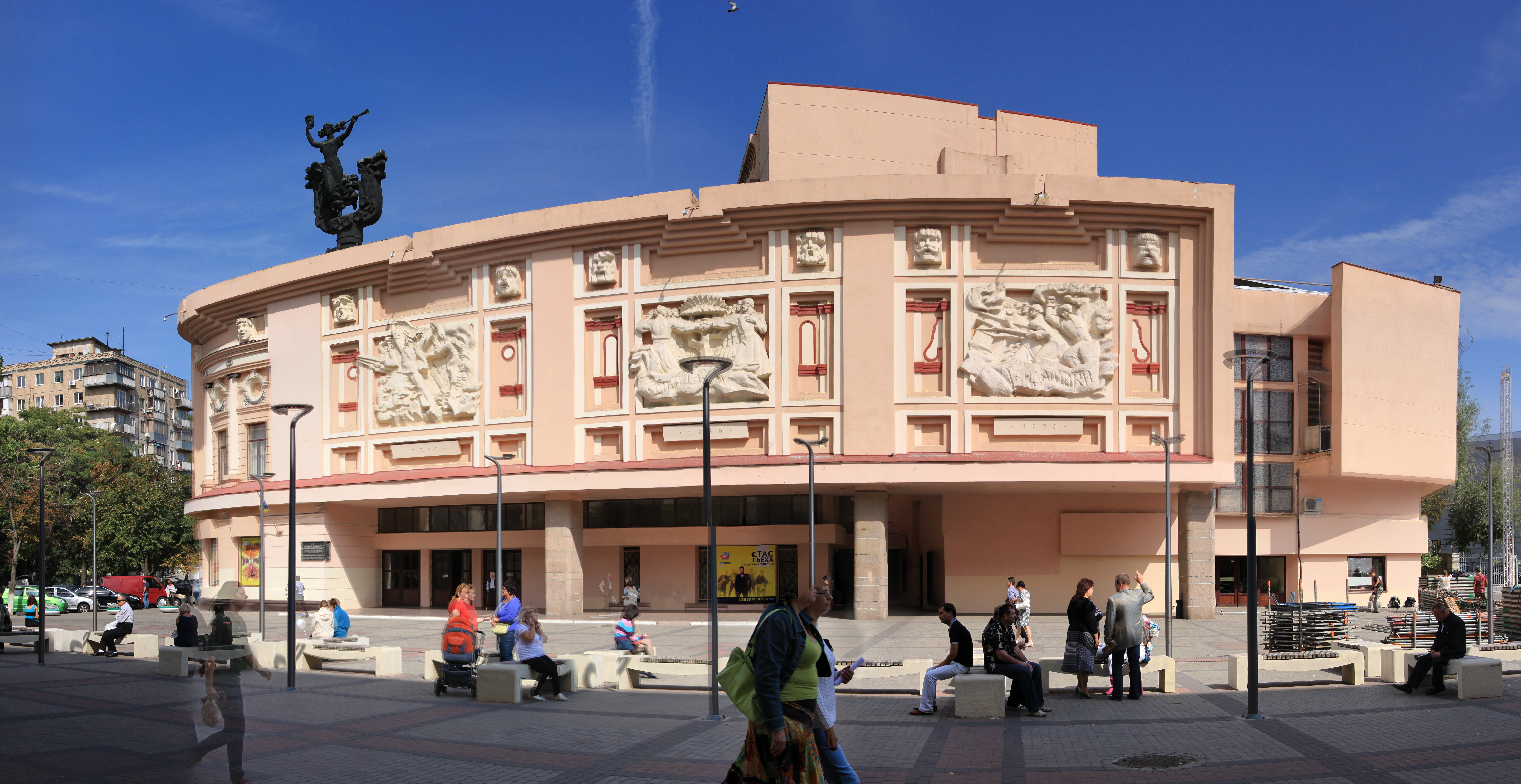
Академічний театр Шевченка

Дніпро є одним з 6 міст України, де працює оперний театр та заклад вищої освіти музичного профілю — консерваторія, структурним підрозділом якої є музичне училище, що діяло в місті з початку XX століття. В місті також діє обласна філармонія, регіональне відділення Спілки композиторів.

Кінотеатр «Салют»

Тут проводились фестивалі джазової музики «Джаз на Дніпрі» (у 1987—1990 та 1999—2006 роках), проводяться юнацький фестиваль «Дніпровські зорі», фестиваль музичного мистецтва «Музика без меж».
Діють театри :
- Дніпропетровський академічний театр опери та балету[83]
- Дніпровський академічний український музично-драматичний театр імені Тараса Шевченка (з 1918 року)[84]
- Дніпровський академічний театр драми і комедії (з 1927 року)[85].
- Дніпровський академічний молодіжний театр[86]
- Кінотеатр
- Театр одного актора Крик[87]
- Дніпровський драматичний молодіжний театр Віримо!
- Театр «Маски»[88]
- У будинку органної і камерної музики[89] проводяться міжнародні органні фестивалі, проводяться концерти органної і камерної музики, кількість відвідувачів сягає 30 тисяч слухачів у місяць. Це культурний осередок Дніпра.
- Дніпропетровська філармонія ім. Л. Когана працює з 2001 року[90]

Також працює 5 палаців культури.
Сучасна музика також активно розвивається, складено топ гуртів Дніпра, до якого потрапили Brunettes Shoot Blondes, Гражданин Топинамбур, И Друг Мой Грузовик, Кімната Гретхен, Plus Band, Gamardah Fungus, Tape Holder, Jungleman, MEOW та Forgotten Lizzard. Також є відомими колективи Натоліч, Масса причин, DZ'OB.

### Музеї
У місті розташовано низку музеїв. Історичний оперує будинком свого найвідомішого науковця — Дмитра Яворницького. Унікальними експонатами є половецькі «баби», Керносівський ідол та колекція козацьких старожитностей. Іншими підрозділами є музей місцевого самоврядування та діорама «Битва за Дніпро», найбільша діорама в Україні, друга за площею в Європі. Наразі Діорама працює також як виставковий центр. На площі перед діорамою розміщена колекція радянської військової техніки 1940-х років та з 2016 року — Музей «Громадянський подвиг Дніпровщини в подіях АТО» (Музей АТО).
Відомий художній музей береже колекцію російського, українського й західноєвропейського мистецтва XVII — початку XX ст. (ікони, парсуни, народні картини, портрети, краєвиди, жанрові картини), радянського й сучасного українського мистецтва.
У одному з корпусів Дніпровського університету з 1901 р. розташовано зоологічний музей цього закладу.
З 1968 року в місті працює планетарій. З листопада 2018 року заклад на капітальному ремонті. Відкриття оновленого планетарію, з новим обладнанням та експозицією очікується восени 2019 року.

### Література та книжкова культура

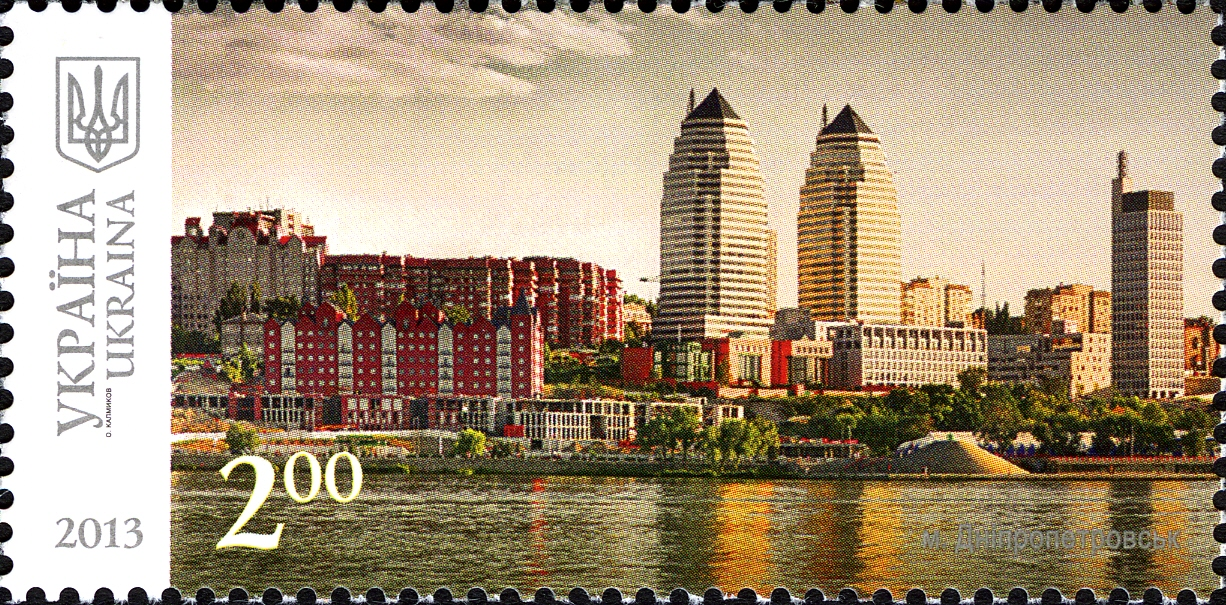
Поштова марка, місто Дніпро

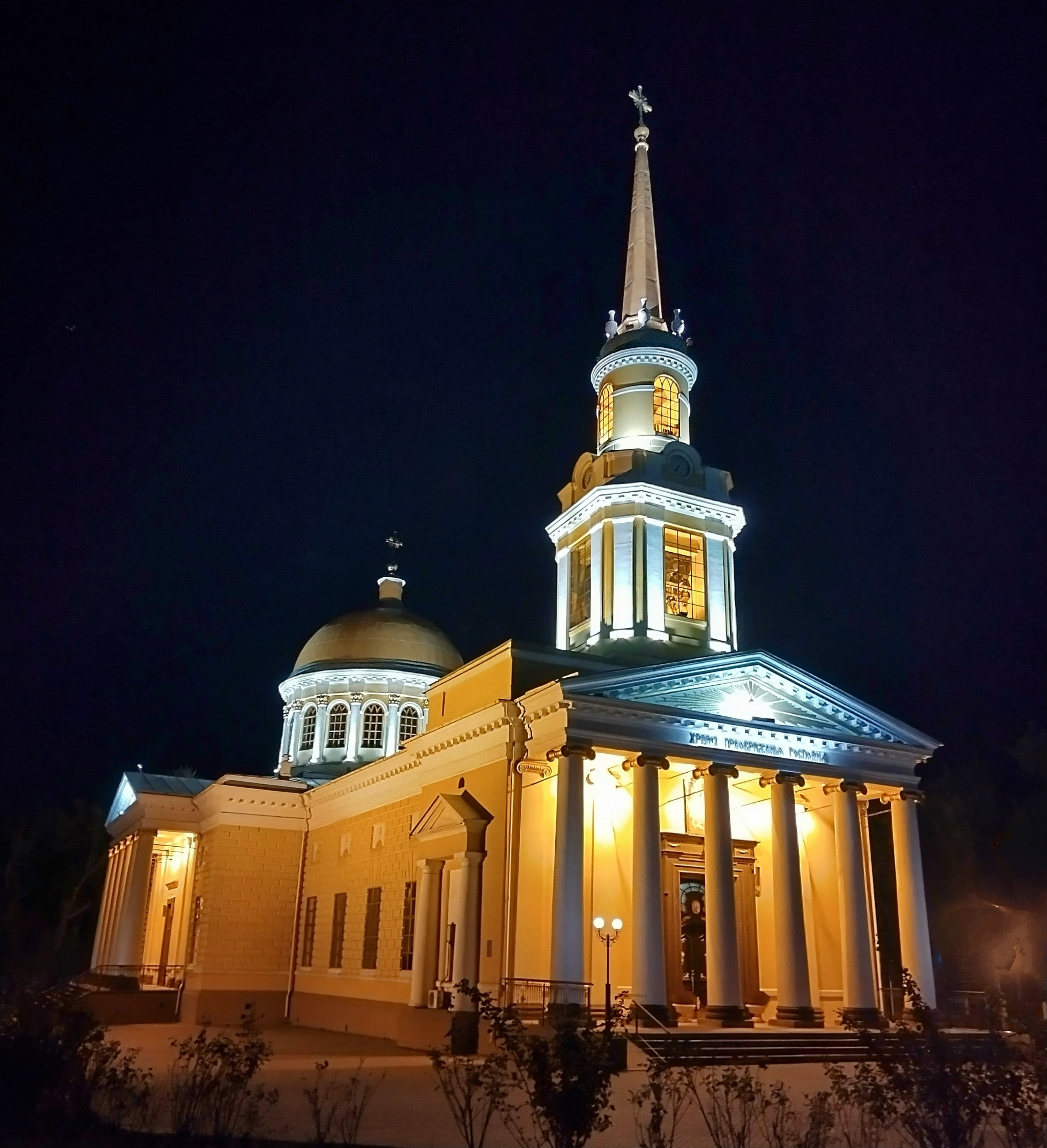
Спасо-Преображенський собор вночі, 2023 рік